# Victoria von Großbritannien und Irland (1840–1901)

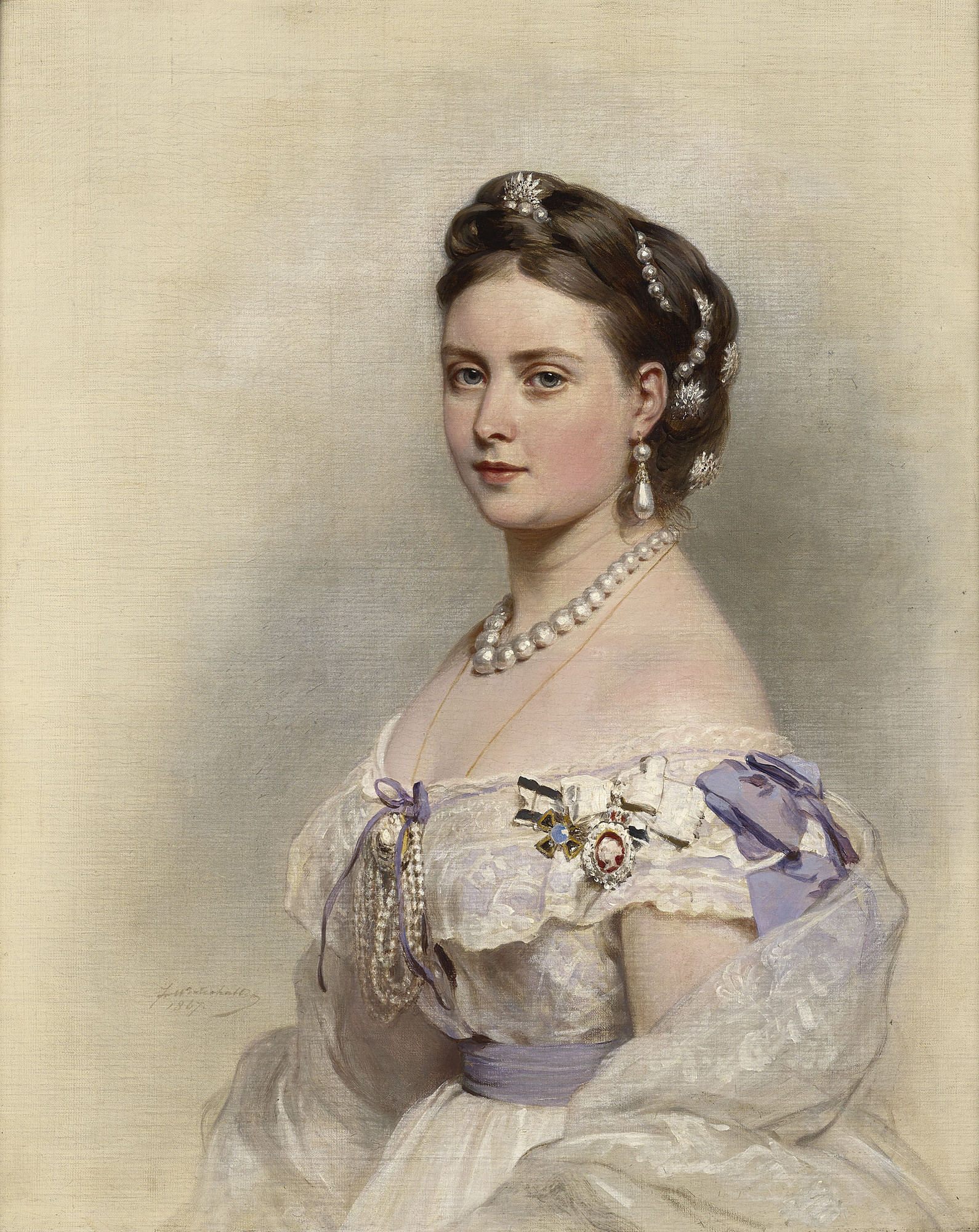
Victoria, preußische Kronprinzessin, 1867, Gemälde von Franz Xaver Winterhalter

Wappen von Victoria, the Princess Royal

Victoria Adelaide Mary Louisa, Prinzessin von Großbritannien und Irland VA, ab 1888 Kaiserin Friedrich (* 21. November 1840 im Buckingham Palace, London; † 5. August 1901 in Schloss Friedrichshof, Kronberg im Taunus), war als erstes Kind von Albert von Sachsen-Coburg und Gotha und Königin Victoria von Großbritannien eine britische Princess Royal aus dem Hause Sachsen-Coburg und Gotha. Als Gemahlin Friedrichs III. war sie 1888 Königin von Preußen und Deutsche Kaiserin und Mutter Kaiser Wilhelms II.
Als britische Prinzessin wurde sie von ihrem Vater in einer politisch liberalen Haltung erzogen und nach ihrer Verlobung sorgfältig auf die Rolle einer preußischen Prinzessin vorbereitet, scheiterte aber an ihrem Ziel, ihren Sohn Wilhelm zu einem für den Fortschritt aufgeschlossenen und weltoffenen Herrscher heranzubilden. Ähnlich wie ihr Mann Friedrich III. war Victoria der Auffassung, dass sich Preußen bzw. das Deutsche Kaiserreich zu einer konstitutionellen Monarchie nach britischem Muster entwickeln müsse. Diese politische Haltung und ihre britische Abstammung isolierten sie über lange Zeit am preußischen Hof, an dem unter anderem Otto von Bismarck zu ihren entschiedenen politischen Gegnern zählte. Friedrich III. und Victoria hatten letztlich nur für wenige Wochen die Möglichkeit, die Politik des Deutschen Reichs zu beeinflussen: Friedrich starb 1888, nur 99 Tage nach seiner Thronbesteigung, an Kehlkopfkrebs. Ihm folgte Victorias Sohn Wilhelm auf den Thron, der eine deutlich konservativere Politik vertrat als seine Eltern. Victoria nahm nach dem Tod ihres Mannes den Namen Kaiserin Friedrich an. Ihr letztes Lebensjahrzehnt verbrachte sie weitab vom preußischen Hof in Kronberg im Taunus.
Die Korrespondenz zwischen Victoria und ihren Eltern ist nahezu lückenlos erhalten geblieben: Allein 3777 Briefe von Queen Victoria an ihre älteste Tochter und ungefähr 4000 Briefe der Tochter an ihre Mutter sind erhalten und katalogisiert. Diese geben einen detaillierten Einblick in die Lebensweise des preußischen Hofs zwischen 1858 und 1900.

## Princess Royal

### Kindheit

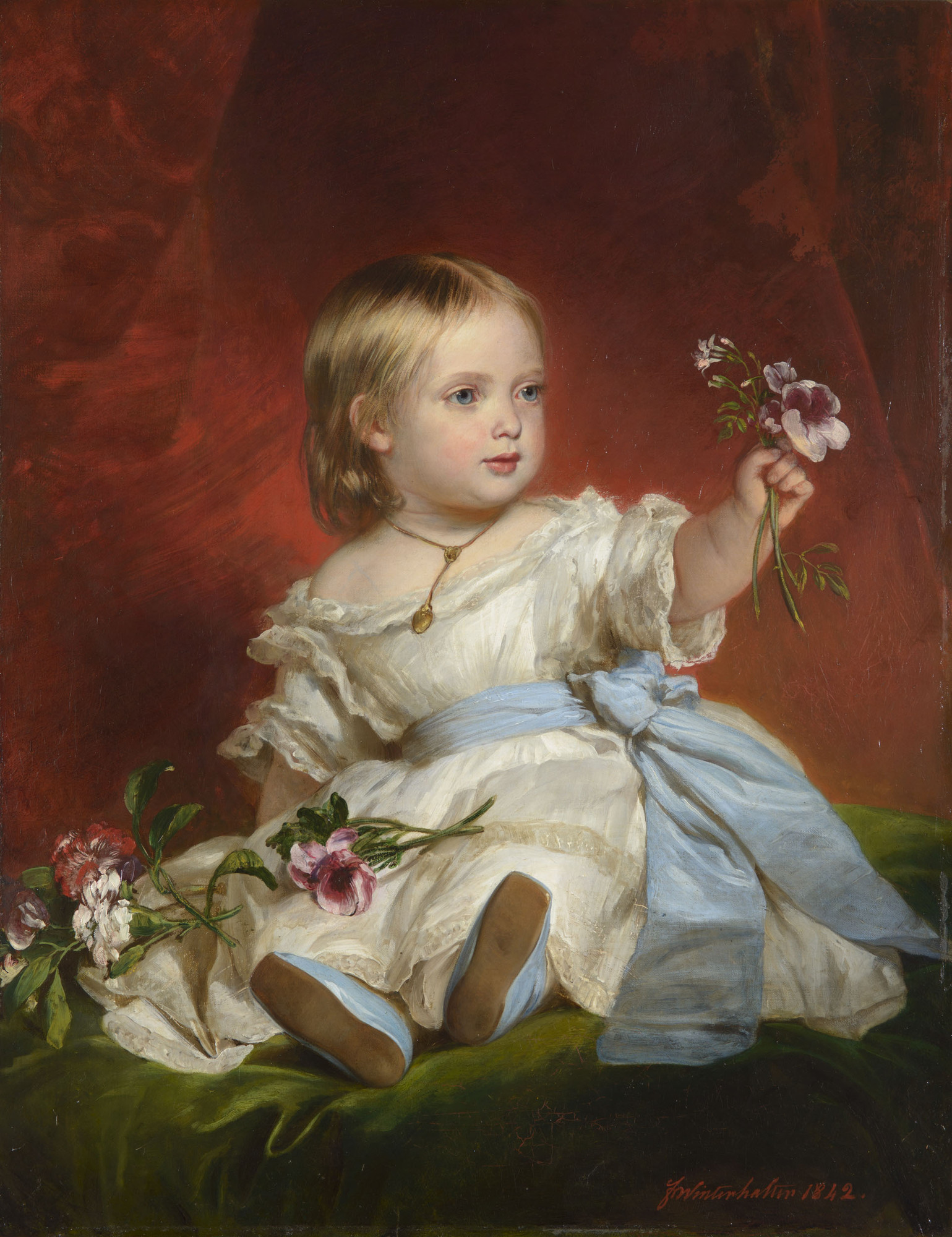
Victoria als Kleinkind. Gemälde von Franz Xaver Winterhalter, 1842

Prinzessin Victoria war das erste Kind der britischen Königin Victoria und ihres deutschen Ehemanns Prinz Albert und wurde nur neun Monate nach der Hochzeit ihrer Eltern geboren. Bei der Geburt rief der Arzt traurig aus: „Oh Madame, es ist ein Mädchen!“, worauf die Königin antwortete: „Macht nichts, das nächste Mal wird es ein Prinz!“ Als Tochter eines britischen Monarchen wurde Victoria als britische Prinzessin geboren. Darüber hinaus war sie als vorläufig einziges Kind des Monarchen Thronfolgerin von Geburt an bis zur Geburt ihres jüngeren Bruders Prinz Albert Edward am 9. November 1841. Am 19. Januar 1841 wurde ihr auch der Titel der Princess Royal verliehen, wie es für die älteste Tochter des Monarchen üblich ist.
Sie wurde am 10. Februar 1841 zum einjährigen Hochzeitstag ihrer Eltern im Thronsaal des Buckingham Palace vom Erzbischof von Canterbury William Howley auf den Namen Victoria Adelaide Mary Louisa getauft. Die Eltern nannten sie Vicky oder Pussy.
Beide Eltern waren entschlossen, sowohl ihrer ersten Tochter Victoria als auch den nachfolgenden Kindern eine möglichst umfassende Erziehung angedeihen zu lassen. Königin Victoria selbst, die mit 18 Jahren ihrem Onkel Wilhelm IV. auf dem britischen Thron folgte, war auf diese Aufgabe nur unzureichend vorbereitet worden. Prinz Albert, der zweite Sohn des Herzogs Ernst von Sachsen-Coburg und Gotha, dessen Herzogtum nur knapp 2000 Quadratkilometer und 140.000 Einwohner umfasste, hatte nicht zuletzt dank seines Onkels König Leopold von Belgien eine weit umfangreichere Ausbildung erhalten.

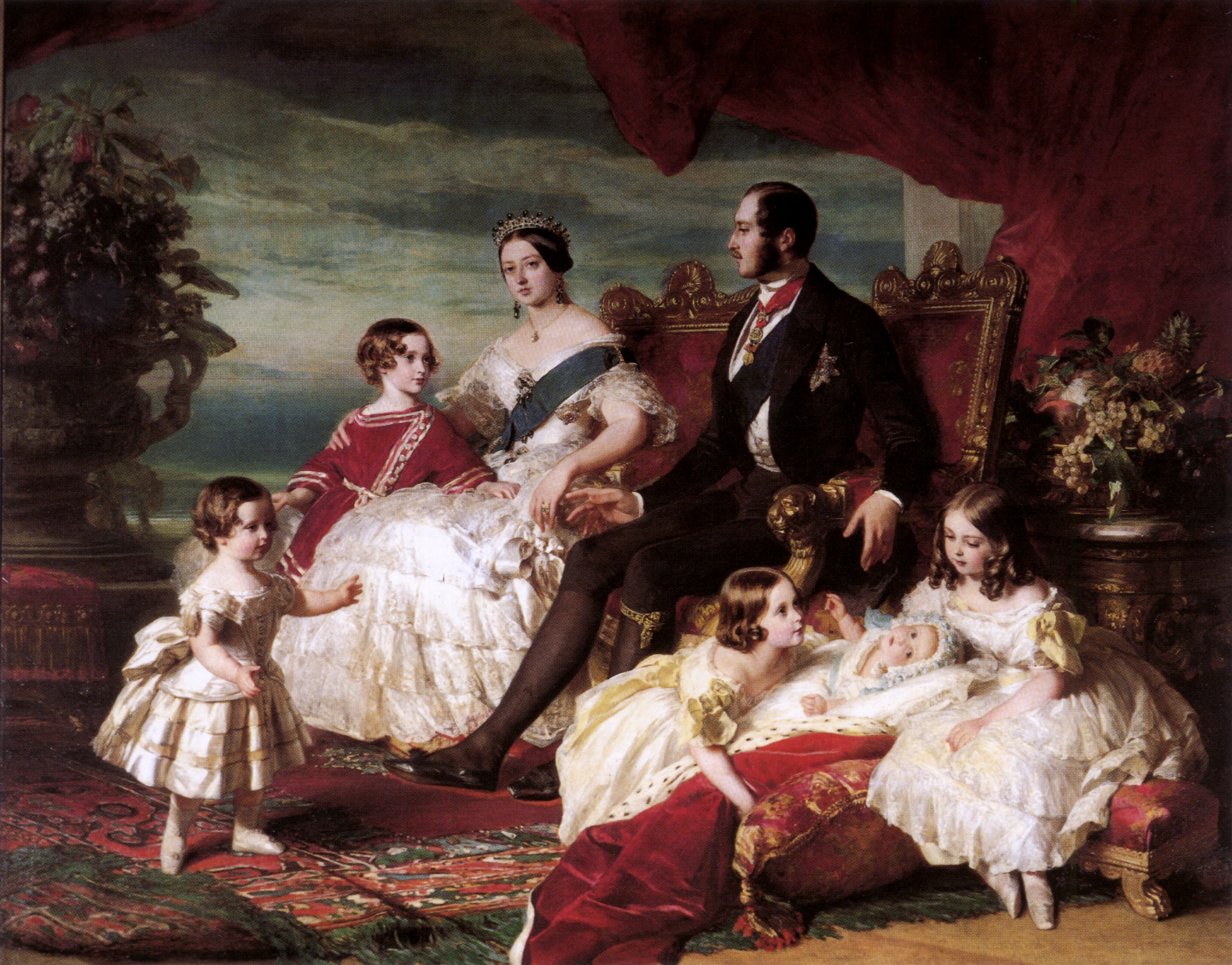
Königin Victoria, Prinz Albert und die fünf ältesten Kinder – Prinzessin Victoria befindet sich am rechten Bildrand. Gemälde von Franz Xaver Winterhalter, 1846

Prinz Albert legte in einem ausführlichen und von Königin Victoria unterschriebenen Memorandum die Aufgaben und Pflichten aller Personen fest, die in irgendeiner Weise mit der Erziehung der königlichen Kinder zu tun hatten. Diesem Memorandum folgte anderthalb Jahre später eine weitere, 48-seitige Denkschrift, in der Baron Christian Friedrich von Stockmar, der Vertraute des königlichen Ehepaars, detailliert die Erziehungsgrundsätze für die königlichen Kinder niederschrieb. Beide Elternteile hatten allerdings wenig Kenntnisse über den normalen Verlauf einer kindlichen Entwicklung. Königin Victoria hielt es beispielsweise für mangelnde Erziehung, wenn ihre einjährige Tochter noch an Armbändern lutschte. Nach Ansicht von Hanna Pakula, der Biografin von Victoria von Sachsen-Coburg und Gotha, waren deshalb insbesondere die ersten zwei Erzieherinnen der Prinzessin sehr glücklich gewählt. Die verwitwete und im Umgang mit Kindern erfahrene Lady Littleton leitete ab Prinzessin Victorias zweitem Lebensjahr die „Nursery“, in der die Kinder des Königspaars jeweils ihre ersten Lebensjahre verbrachten. Sie war diplomatisch geschickt genug, die teilweise unrealistischen Anforderungen der Eltern an ihre Kinder zu mildern. Prinzessin Victorias zweite Gouvernante Sarah Anne Hildyard war eine engagierte und geschickte Lehrerin, die eine enge Beziehung zu ihrer Schülerin entwickelte. Bereits ab dem 18. Lebensmonat wurde Victoria in Französisch und noch vor Vollendung ihres vierten Lebensjahres auch in Deutsch unterrichtet. Für die sechsjährige Prinzessin begann der nur von drei Spielstunden unterbrochene Unterricht in Fächern wie Arithmetik, Geografie und Geschichte morgens um 8:20 Uhr und endete abends um 18 Uhr. Im Gegensatz zu ihrem Bruder Edward, der als Thronfolger einem noch rigoroseren Erziehungsprogramm unterworfen war, war die frühreife Victoria ausgesprochen lernbegierig, allerdings auch aufbrausend und eigensinnig.
Sowohl Albert von Sachsen-Coburg und Gotha als auch Königin Victoria lag daran, ihre Kinder möglichst lange vom Hofleben fernzuhalten. Deswegen erwarb das Ehepaar Osborne House auf der Isle of Wight, das nach den Entwürfen von Prinz Albert in eine neapolitanische Villa umgebaut wurde. Auf dem großen Gelände ließ Prinz Albert in einiger Entfernung vom Haupthaus für die Kinder ein Schweizer Chalet errichten, zu dem unter anderem eine kleine Küche und eine Schreinerwerkstatt gehörten. Die Kinder sollten dort praktische Fähigkeiten erlernen. Im Gegensatz zu Königin Victoria spielte Prinz Albert eine große und direkte Rolle in der Erziehung seiner Kinder: Er nahm großen Anteil an ihren Unterrichtsfortschritten, unterrichtete sie teilweise auch selbst und verbrachte viel Zeit mit seinen Kindern, um mit ihnen zu spielen.

### Die erste Begegnung zwischen Prinzessin Victoria und Prinz Friedrich Wilhelm

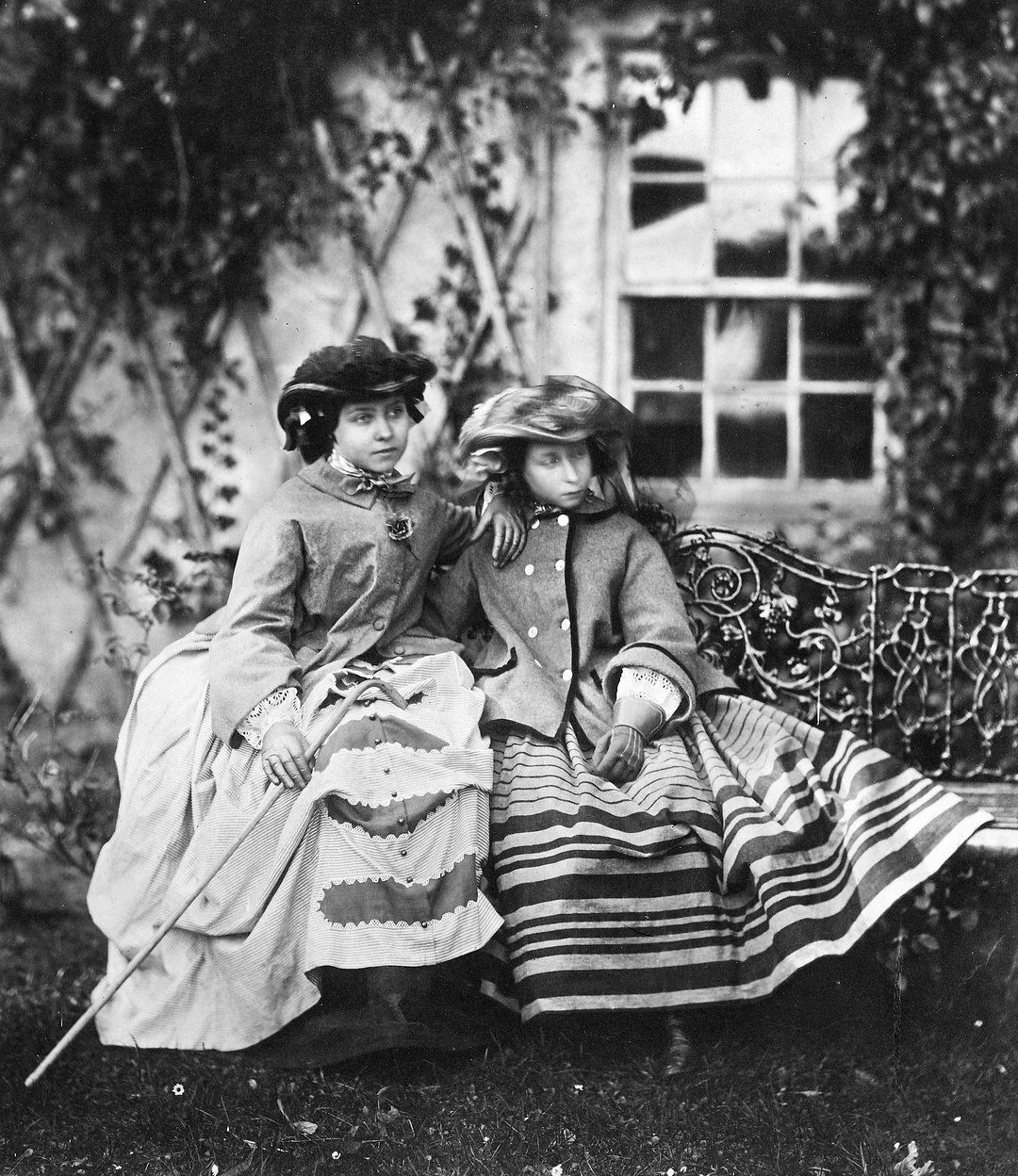
Victoria mit ihrer jüngeren Schwester Alice in Osborne, 1855

Der preußische Thronfolger Prinz Wilhelm von Preußen und seine Frau, Prinzessin Augusta, zählten zu den Mitgliedern europäischer Fürstenhäuser, mit denen Königin Victoria und Prinz Albert befreundet waren. Mit der politisch liberalen Prinzessin Augusta stand Königin Victoria seit dem Jahre 1846 in ständigem Briefkontakt. Prinz Wilhelm von Preußen, der im Gegensatz zu seiner Frau fester dem preußischen Konservatismus verhaftet war, fand während des Revolutionsjahres 1848 drei Monate lang am britischen Hof Asyl. Als 1851 in London die erste Weltausstellung stattfand, zählten er und seine Gattin Prinzessin Augusta sowie ihre beiden Kinder, Prinz Friedrich Wilhelm und Prinzessin Luise, daher zu den von Königin Victoria und Prinz Albert eingeladenen Gästen. Dieser Besuch war gleichzeitig das erste Mal, dass Prinzessin Victoria und Prinz Friedrich Wilhelm einander begegneten. Trotz des großen Altersunterschieds – Prinzessin Victoria war zum Zeitpunkt des Besuchs elf Jahre alt, Prinz Friedrich Wilhelm dagegen 19 – verstanden sich die beiden gut. Der jungen Prinzessin war die Aufgabe übertragen worden, den Prinzen durch die Ausstellung zu führen – auf sein zögerndes Englisch antwortete sie in fließendem Deutsch. Noch Jahre später betonte Prinz Friedrich Wilhelm, wie sehr ihn die Mischung aus Kindlichkeit, intellektueller Neugier und natürlicher Würde beeindruckt habe, die sie während der Führung gezeigt habe. In Prinz Albert fand der präsumtive Thronfolger einen Gesprächspartner, der seine liberalen politischen Ansichten teilte und stärkte. Prinz Friedrich Wilhelm, der insgesamt vier Wochen in England verbrachte, war zudem von der Umgangsweise innerhalb der britischen Königsfamilie angetan. Anders als seine Eltern waren Königin Victoria und Prinz Albert einander herzlich zugetan und führten ein Familienleben, das von der Strenge und Förmlichkeit des preußischen Hofs weit entfernt war.
Nach der Rückkehr des Prinzen nach Deutschland begannen Prinzessin Victoria und Prinz Friedrich Wilhelm einander regelmäßig zu schreiben. In einem Brief an ihren Onkel, König Leopold I. von Belgien, gab Königin Victoria der Hoffnung Ausdruck, dass sich aus dieser Begegnung mittelfristig eine engere Bindung ergeben werde.

### Die Verlobung mit Prinz Friedrich Wilhelm
Vier Jahre nach der Londoner Weltausstellung reiste Prinz Friedrich Wilhelm nach Schottland, um die britische Königsfamilie auf ihrem Schloss Balmoral zu besuchen und sich Klarheit darüber zu verschaffen, ob Prinzessin Victoria für ihn eine geeignete Ehepartnerin sei. Ähnlich wie Prinzessin Victoria war Prinz Friedrich Wilhelm ungewöhnlich gut gebildet. Als erster preußischer Thronfolger hatte er studiert und dabei unter anderem Vorlesungen von Ernst Moritz Arndt und Friedrich Christoph Dahlmann gehört. Entsprechend der Tradition des preußischen Königshauses nahm er seit Studienabschluss Aufgaben innerhalb der preußischen Armee wahr. Seine Reise nach Großbritannien fand in preußischen Hofkreisen nicht nur Unterstützung, im Gegenteil hielten viele am Hof eine eheliche Verbindung mit dem russischen Zarenhaus für politisch wünschenswerter. König Friedrich Wilhelm IV. hatte seine Einwilligung zu einer möglichen Ehe zwischen seinem Neffen und der britischen Prinzessin nur widerwillig gegeben und seine Zustimmung zunächst sogar vor seiner eigenen, anglophoben Frau geheim gehalten.

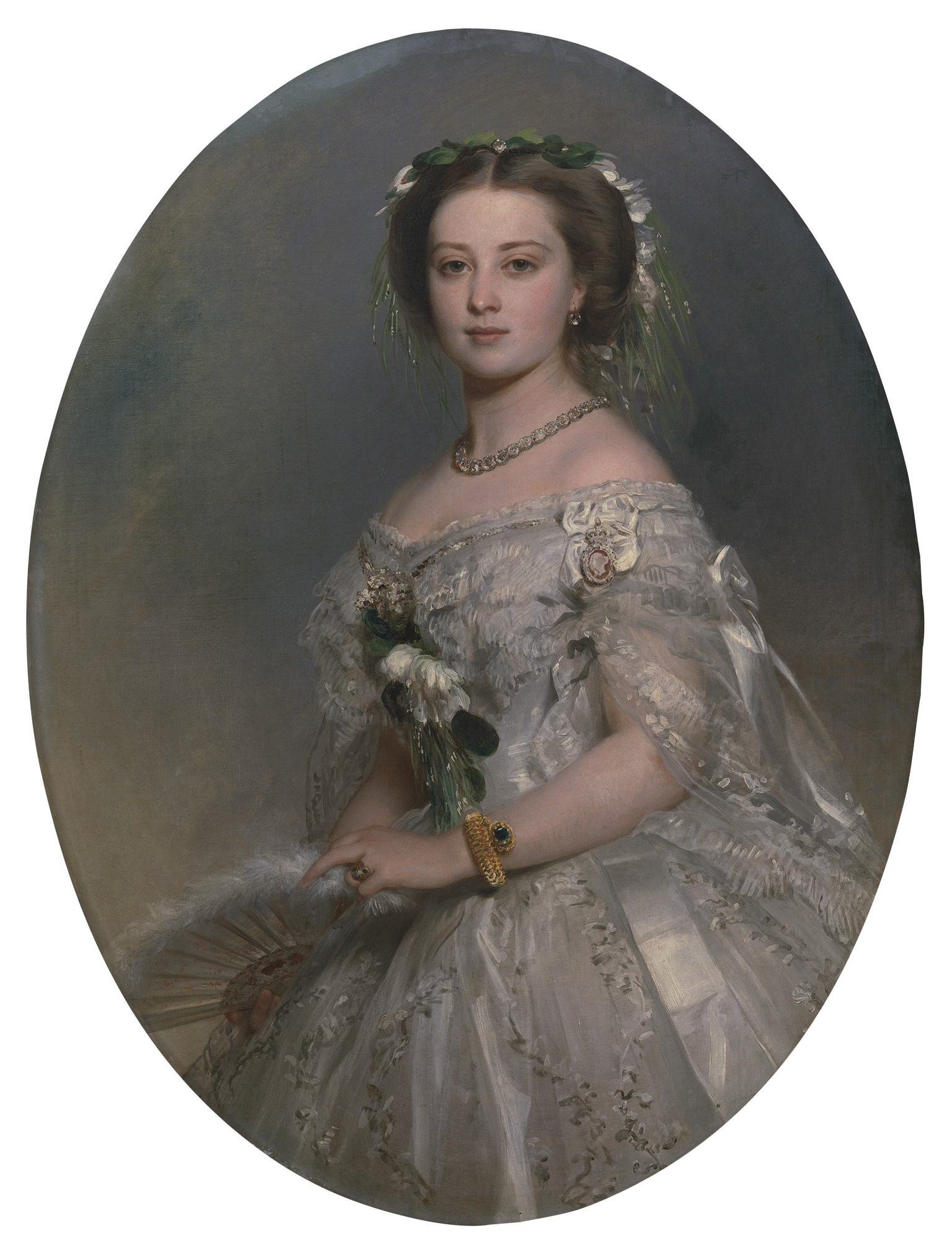
Prinzessin Victoria im Jahr 1857, Gemälde von Franz Xaver Winterhalter

Prinzessin Victoria war zum Zeitpunkt des zweiten Besuchs von Prinz Friedrich Wilhelm knapp 15 Jahre alt. Sie war inzwischen zwar größer als ihre Mutter, aber mit einer Körperlänge von 157 Zentimetern immer noch verhältnismäßig klein und entsprach nur wenig dem Schönheitsideal ihrer Zeit. Königin Victoria war deswegen besorgt, dass der als stattlich geltende Prinz Friedrich Wilhelm ihre Tochter Victoria nicht hinreichend attraktiv finden würde. Bereits während des ersten gemeinsamen Abendessens war für Königin Victoria und Prinz Albert jedoch deutlich zu erkennen, dass die beiden einander nach wie vor sympathisch fanden, und am dritten Tag seines Aufenthalts bat Prinz Friedrich Wilhelm bei ihnen um die Erlaubnis, um die Hand ihrer Tochter anhalten zu dürfen. Die Zustimmung von Königin Victoria und Prinz Albert war unter anderem an die Bedingung geknüpft, dass die Hochzeit nicht stattfinden solle, bevor Victoria 17 Jahre alt sei.
Die Verlobung zwischen Prinzessin Victoria und Prinz Friedrich Wilhelm, die erst am 17. Mai 1856 bekannt gegeben wurde, stieß in der britischen Öffentlichkeit auf viel Kritik: Diese lastete Preußen seine neutrale Haltung während des Krimkriegs nach wie vor an. In einem Artikel kritisierte die britische Zeitung Times das Haus Hohenzollern als eine armselige Dynastie, die eine unbeständige und unglaubwürdige Außenpolitik verfolge und deren Fortbestand von Russland abhängig sei. Der Artikel bemängelte auch, dass die preußische Königsfamilie Zusicherungen, die sie dem Volk während der Revolution 1848 gegeben habe, nicht eingehalten habe. In Deutschland war die Reaktion auf die Verlobung geteilter. Liberale Kreise begrüßten die Verbindung mit dem britischen Königshaus, während die meisten Mitglieder des preußischen Königshauses und der politisch konservativen Kreise sie ablehnten.

### Vorbereitung auf die Rolle einer preußischen Prinzessin

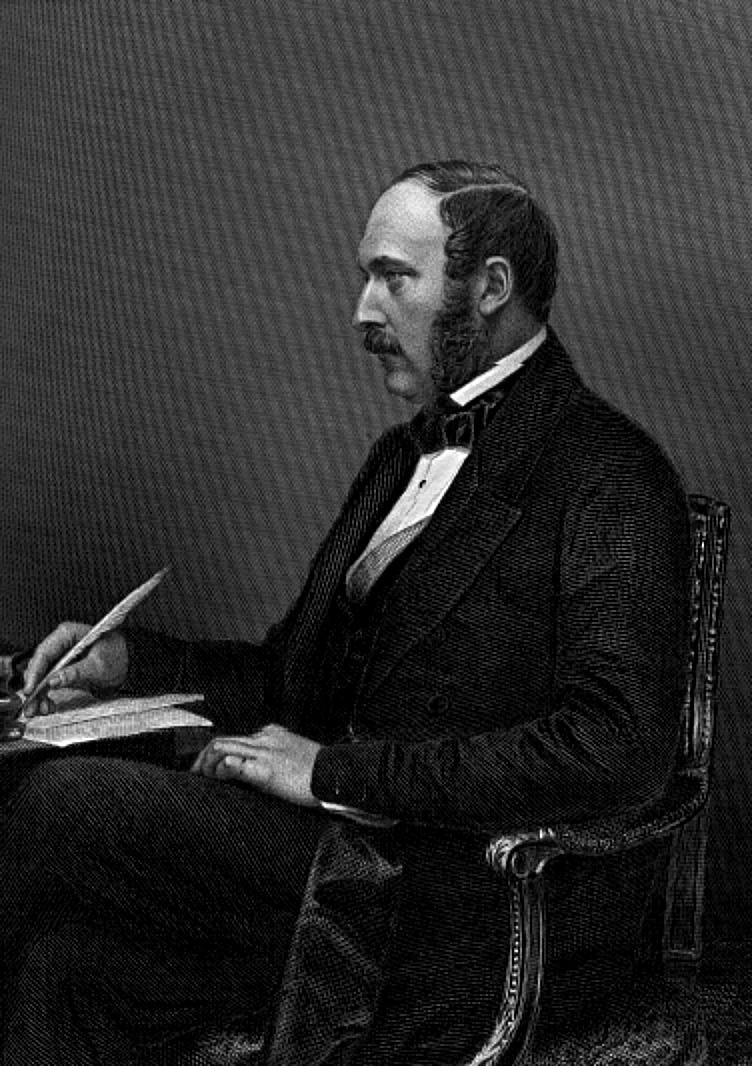
Albert von Sachsen-Coburg und Gotha bereitete seine Tochter sorgfältig auf ihre zukünftigen Aufgaben vor.

Prinz Albert von Sachsen-Coburg und Gotha zählte zu den Liberalen des Vormärz und war Anhänger des sogenannten Coburger Plans. Bereits während des unfreiwilligen Aufenthalts des preußischen Thronfolgers Prinz Wilhelm von Preußen in London im Jahr 1848 hatte Prinz Albert versucht, diesen von seiner Vision eines unter der Vorherrschaft eines liberalen Preußens vereinigten Deutschlands zu überzeugen. Nach Prinz Alberts Auffassung war dieses Ziel nur zu erreichen, wenn sich Preußen ähnlich wie das Vereinigte Königreich zu einer konstitutionellen Monarchie entwickeln würde. Die knapp zwei Jahre zwischen Verlobung und Hochzeit nutzte Prinz Albert, um seine Tochter in diesem Sinne weiterzubilden. Er unterrichtete sie persönlich in Politik und neuzeitlicher europäischer Geschichte und ließ seine Tochter Aufsätze über Ereignisse in Preußen schreiben. Prinz Albert überschätzte bei seinen politischen Instruktionen allerdings die Stärke der liberalen Bewegung in Preußen, deren Unterstützer im Wesentlichen auf eine im Vergleich zu Großbritannien kleine Mittelschicht und wenige Intellektuelle begrenzt waren. Allen Beteiligten wurde jedoch zunehmend klar, welch schwierige Rolle auf die junge Prinzessin Victoria an dem gegenüber Großbritannien überwiegend kritischen preußischen Hof zukommen würde. Feodora zu Leiningen, die deutsche Halbschwester von Königin Victoria, bezeichnete in einem Brief an das Königspaar den preußischen Hof als eine Brutstätte von Neid, Eifersucht, Intrigen und bösartigen Gaunereien.
Das britische Parlament genehmigte Königin Victoria, ihrer Tochter als Mitgift 40.000 Britische Pfund (in heutiger Kaufkraft 5.431.345 Pfund) zu zahlen, und legte die jährliche Apanage der Prinzessin auf 8000 Pfund fest. König Friedrich Wilhelm IV. gewährte seinem Neffen ein jährliches Einkommen von 9000 Talern. Das Einkommen des Prinzen war damit nicht ausreichend, um die Kosten eines standesgemäßen Haushalts zu decken, und einen Teil der Haushaltskosten würde zukünftig Prinzessin Victoria aus ihrem Vermögen tragen müssen. Der zukünftige Hofstaat des jungen Paars wurde von der preußischen Königin und der zukünftigen Schwiegermutter Prinzessin Auguste ausgewählt. Die beiden Frauen entschieden sich überwiegend für Personen, die bereits länger im Hofdienst standen und damit deutlich älter waren als das prinzliche Paar. Prinz Alberts Bitte, seiner Tochter doch wenigstens zwei gleichaltrige und britische Hofdamen zu gewähren, wurde nicht entsprochen. Als Kompromiss wurden mit den Komtessen Walburga von Hohenthal und Marie zu Lynar (1835–1876) zwei Hofdamen gewählt, die Prinzessin Victoria wenigstens altersmäßig entsprachen. Immerhin konnte Prinz Albert Ernst von Stockmar, den Sohn seines jahrelangen Beraters Christian Friedrich von Stockmar, als persönlichen Sekretär der Prinzessin durchsetzen. Prinz Albert, der überzeugt davon war, dass der preußische Hof die Einheirat einer britischen Prinzessin als Bereicherung und Ehre ansähe, bestand außerdem darauf, dass Prinzessin Victoria den Titel einer Princess Royal of the United Kingdom of Great Britain and Ireland beibehielt. An dem überwiegend antibritisch und prorussisch eingestellten preußischen Hof löste dieser Schritt allerdings nur Verärgerung aus.

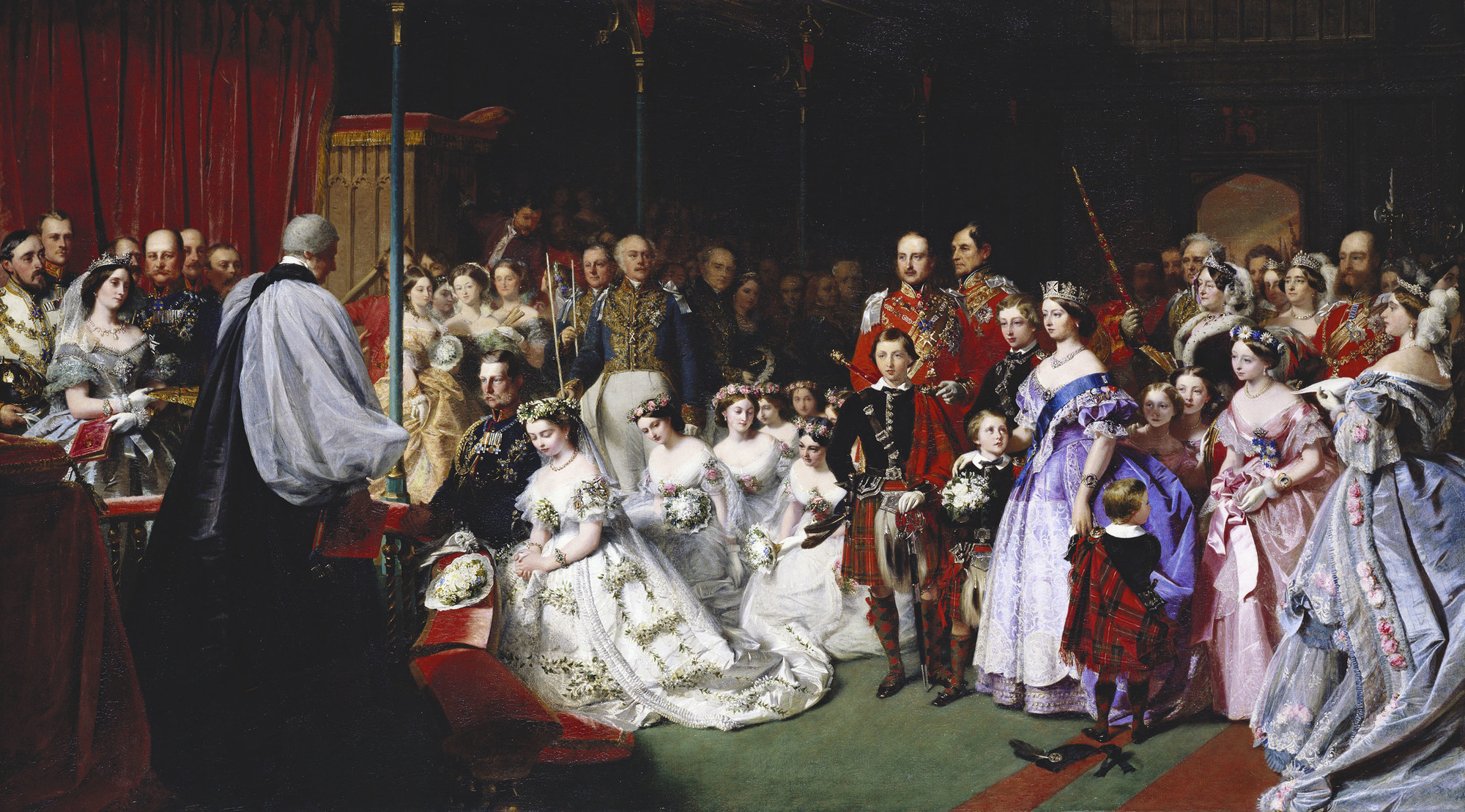
Hochzeit von Victoria und Friedrich Wilhelm, Gemälde von John Philip

Der Hochzeitsort war Anlass für weitere Meinungsverschiedenheiten. Für das preußische Königshaus war es selbstverständlich, dass ein Prinz, der als zweiter in der Thronfolge stand, in Berlin heiratet. Letztlich konnte sich aber Königin Victoria durchsetzen, die als regierende Monarchin für sich in Anspruch nahm, ihre älteste Tochter in ihrem Land zu vermählen. Das Paar trat schließlich am 25. Januar 1858 in der Kapelle des St James’s Palace in London vor den Traualtar.

## Preußische Prinzessin

### Die ersten Ehejahre in Berlin
Mit dem Umzug von Victoria von Sachsen-Coburg und Gotha nach Berlin begann ein umfangreicher Briefverkehr zwischen ihr und ihren Eltern. Mit ihrem Vater tauschte sie wöchentlich einen Brief aus, der häufig Kommentare zu politischen Ereignissen enthielt. Ihre Mutter erwartete täglich eine detaillierte Berichterstattung über alles, was sich im Leben ihrer Tochter ereignete. Die Mehrzahl dieser Briefe, die meistens von Privatkurieren überbracht wurden, ist erhalten geblieben und stellt ein ausführliches Dokument des Lebens am preußischen Hof dar. Die Briefe belegen auch, dass Königin Victoria zunächst versuchte, jede Einzelheit im Leben ihrer Tochter zu kontrollieren, und dass sie von ihr verlangte, sich gleichzeitig ihrem Geburts- als auch ihrem neuen Heimatland gegenüber loyal zu verhalten – eine Anforderung, der die Prinzessin zwar zu entsprechen versuchte, an der sie aber zwangsläufig scheitern musste. Bereits verhältnismäßig geringfügige Ereignisse stellten die Prinzessin vor nicht lösbare Konflikte. Der Tod einer entfernten Verwandten beider Königshäuser wurde beispielsweise am britischen Hof einen Monat lang betrauert, am preußischen dagegen nur eine Woche. Prinzessin Victoria hielt sich an die am preußischen Hof übliche Trauerzeit, wofür Königin Victoria sie scharf tadelte und sie darauf hinwies, dass sie sowohl als ihre Tochter als auch als Princess Royal verpflichtet sei, die am britischen Hof übliche Trauerzeit einzuhalten. Baron Stockmar war zunehmend über die Auswirkung der ständigen Vorwürfe Königin Victorias auf das seelische Gleichgewicht von Prinzessin Victoria besorgt. Über Prinz Albert erreichte er letztlich, dass Königin Victoria in ihren Anforderungen an ihre Tochter etwas gemäßigter wurde. Die Ablehnung, die Prinzessin Victoria durch die prorussische Fraktion am preußischen Hof erfuhr, konnte Baron Stockmar dagegen nicht mildern.

„Ich wünschte, Du hättest all das gehört, was meine Verwandtschaft anlässlich ihres Besuches bei mir von sich gab. Ich wünschte, Du hättest hinter einem Wandschirm gestanden und hättest ihre sinnentleerten Bemerkungen gehört und hättest gesehen, wie sie auf alles, was ich tue oder trage, mit Augen-Verdrehen und Schulterzucken reagieren …“

schrieb Prinzessin Victoria an ihre Mutter. Die Siebzehnjährige hatte umfangreiche repräsentative Aufgaben wahrzunehmen. An fast jedem Abend war sie verpflichtet, bei förmlichen Abendessen, Theaterbesuchen und anschließenden Empfängen zu erscheinen. Waren Mitglieder anderer europäischer Fürstenhäuser, wie etwa die eng verwandten Romanows, in Berlin oder Potsdam zu Gast, erweiterten sich die repräsentativen Pflichten der Prinzessin. Mitunter hatte sie bereits morgens um 7 Uhr Gäste des Königshauses am Bahnhof zu begrüßen und noch um Mitternacht bei Empfängen anwesend zu sein. Eine Wohnung hatte man dem jungen Paar zunächst im alten Flügel des Berliner Schlosses zugewiesen, die sich in einem schlechten Bauzustand befand und noch nicht einmal über eine Badewanne verfügte. Im November 1858 konnte das Paar Unter den Linden das von Johann Heinrich Strack ab 1856 umgebaute ehemalige königliche Palais beziehen. Nach dem Tod Friedrich Wilhelms IV. im Jahr 1861 hieß es Kronprinzenpalais. Das Neue Palais in Potsdam wurde zur Sommerresidenz.

### Erste Nachkommen

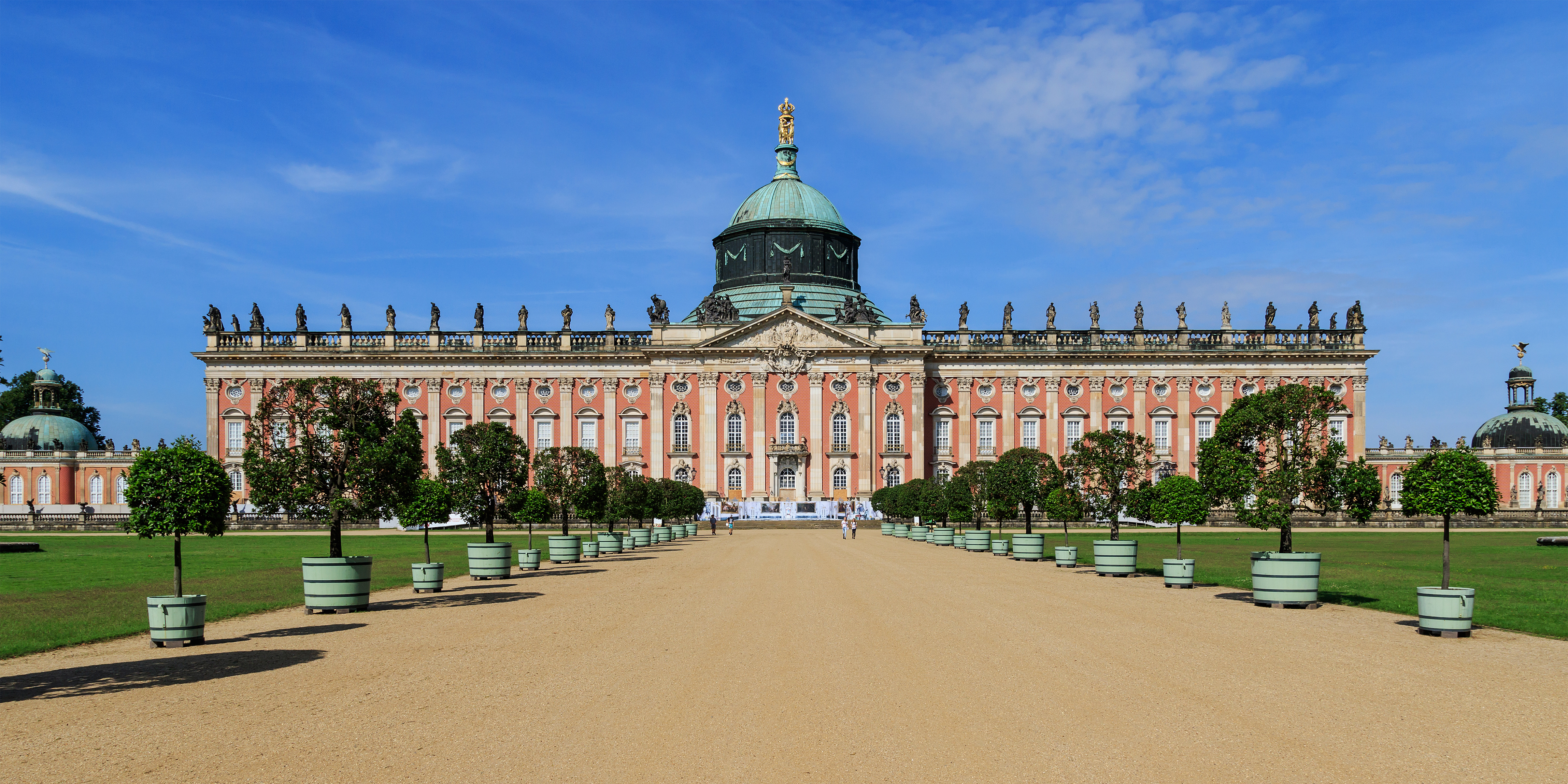
Das Neue Palais, die Sommerresidenz in Potsdam

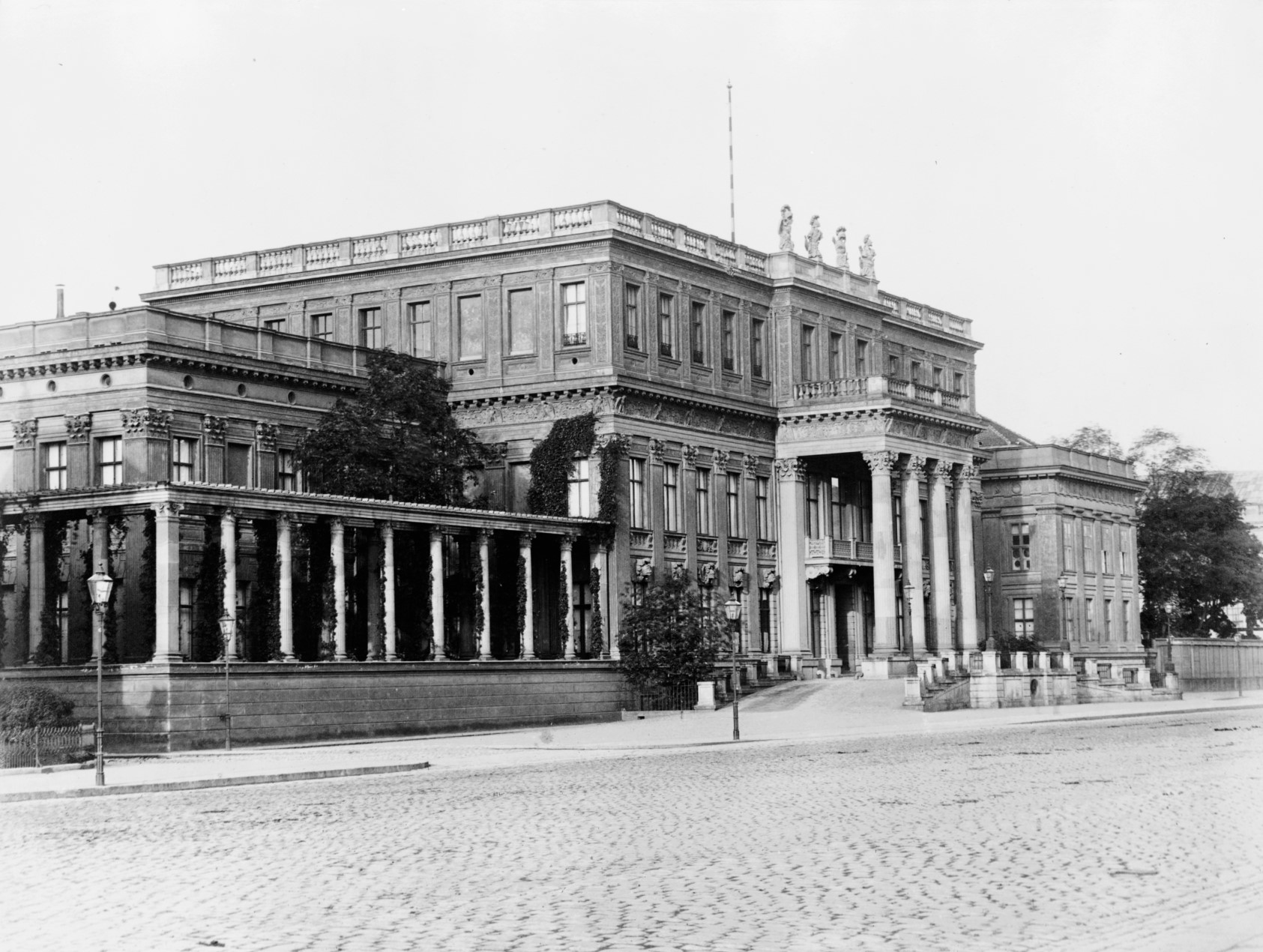
Das Kronprinzenpalais – die Hauptresidenz der Princess Royal

Victoria von Sachsen-Coburg und Gotha hatte gemeinsam mit ihrem Mann acht Kinder. Am 27. Januar 1859, ein gutes Jahr nach der Hochzeit, kam der erste Sohn des Prinzenpaars zur Welt, der zukünftige Kaiser Wilhelm II. Das zögerliche Handeln der Hofärzte, die es nicht wagten, die in einen Flanellrock gekleidete Prinzessin gynäkologisch zu untersuchen, die Steißlage des Kindes sowie die wegen der Gedankenlosigkeit eines Dienstboten verspätete Unterrichtung des Geburtsspezialisten sorgten für einen dramatischen und langwierigen Geburtsverlauf, in dessen Verlauf das Überleben von Mutter und Kind zeitweilig fraglich schien. Durch zu starkes Ziehen kam es zu einer Beschädigung des Nervengeflechts des linken Arms, einer Armplexuslähmung, die dessen Muskeln dauerhaft schädigte. Er blieb in seinem späteren Wachstum so weit zurück, dass er etwa 15 Zentimeter kürzer blieb als der rechte Arm. Sehr wahrscheinlich ist außerdem, dass das Kind während der Geburt für einen Zeitraum von acht bis zehn Minuten mit Sauerstoff unterversorgt war und an den neurobiologischen Folgen zu leiden hatte. Die behandelnden Ärzte hatten zunächst eine schnelle Besserung des verletzten Arms in Aussicht gestellt, so dass das Prinzenpaar während der ersten vier Monate davon absah, die britischen Großeltern des jungen Prinzen über dessen Behinderung zu informieren. Es wurde jedoch zunehmend deutlich, dass die Schädigung dauerhaft war. Die Geburt des zweiten Kindes – Charlotte – am 24. Juli 1860 verlief dagegen deutlich komplikationsloser.
Von den Töchtern war es vor allem Charlotte, die ihren Eltern Sorgen machte. Im Wachstum zurückgeblieben und schwerfällig im Lernen, neigte sie als kleines Kind zu Tobsuchtsanfällen und erwies sich als Heranwachsende als krankheitsanfällig, launisch und kapriziös. Medizinhistoriker gehen heute davon aus, dass Prinzessin Charlotte an einer starken Form von Porphyrie erkrankt war. Diese erbliche Stoffwechselstörung, die häufig mit Magen-Darm-Erkrankungen, Kopfschmerzen, Nervenlähmungen und im Extremfall Psychosen einhergeht, war bereits bei Georg III., einem der Vorfahren der Prinzessin, aufgetreten. Wegen der immer wiederkehrenden Neuralgien, starken Kopfschmerzen und Hautausschlägen, an denen Kronprinzessin Victoria während ihres gesamten Lebens litt und die mitunter so schmerzhaft waren, dass sie zu Morphium griff, ist es wahrscheinlich, dass auch sie von einer milderen Form dieser Krankheit betroffen war.
Der zweite Sohn, Prinz Heinrich, wurde 1862 geboren. Er zeigte wenig intellektuelle Neigungen und begann mit 16 Jahren eine Laufbahn bei der Kaiserlichen Marine. Waldemar, der dritte überlebende Sohn, starb 1879 an Diphtherie.

### Kronprinzessin Victoria
Am 2. Januar 1861 starb König Friedrich Wilhelm IV. Sein Nachfolger war sein Bruder Wilhelm I. Prinz Friedrich Wilhelm war damit preußischer Kronprinz. Die Position des Kronprinzenpaars wurde dadurch keineswegs einfacher: Wilhelm I. weigerte sich, das Einkommen seines Sohnes zu erhöhen, so dass Kronprinzessin Victoria aus ihrer britischen Mitgift zur Haushaltsführung beitragen musste. In einem Brief an Prinzessin Victorias Sekretär Baron Stockmar kommentierte ihr Vater Prinz Albert:

„Für mich ist offensichtlich, dass eine bestimmte Person gegen eine finanzielle Unabhängigkeit der Prinzessin ist … Sie erhält nicht einen Pfennig von Preußen, was bereits schäbig genug ist, und muss ihre Mitgift einbringen, wozu sie nicht verpflichtet ist. Wenn dem armen Kronprinzen etwas verweigert wird, weil er eine ‚reiche Ehefrau‘ hat, dann zielt das nur auf ihre Verarmung ab.“

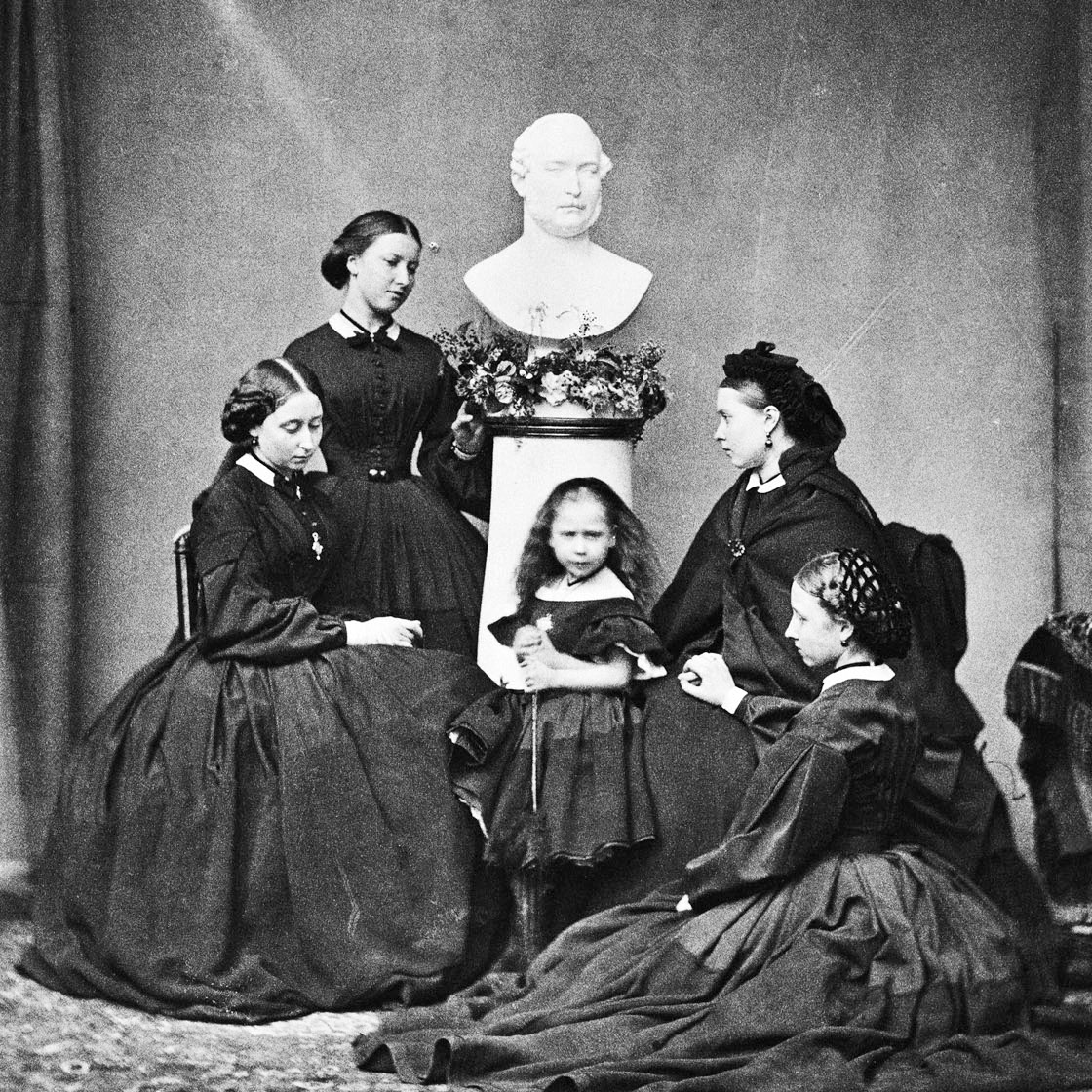
Prinz Alberts trauernde Kinder. Kronprinzessin Victoria befindet sich am rechten Bildrand. Aufnahme von W. & D. Downey, 1862

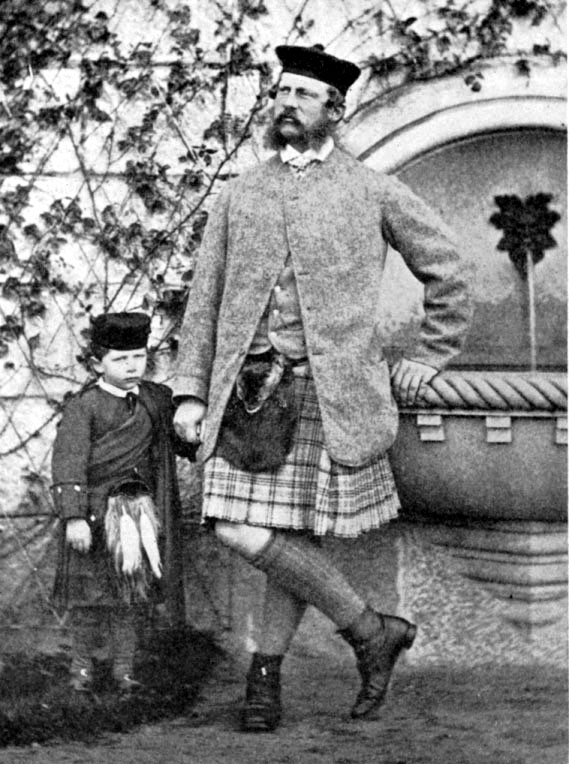
Kronprinz Friedrich Wilhelm mit seinem ältesten Sohn Wilhelm auf Schloss Balmoral, 1863

Von Mitgliedern des preußischen Hofs wurde jetzt außerdem erwartet, dass sie zunächst die Erlaubnis des Königs einholten, bevor sie ins Ausland reisten – laut Hoftratsch eine Maßnahme, um ein zu häufiges Reisen der Kronprinzessin in das politisch liberalere Vereinigte Königreich zu verhindern. Ein langer Brief, in dem Prinz Albert ungefragt Wilhelm I. ermahnte, der preußischen Verfassung treu und damit den anderen deutschen Staaten ein Vorbild zu sein, sorgte bei Wilhelm I. nur für Verärgerung und nahm ihn gleichzeitig gegen das Kronprinzenpaar ein, von dem er wusste, dass es Prinz Alberts politische Ansichten teilte.
Prinz Albert starb am 14. Dezember 1861 erst 42-jährig an Typhus. Die erste große Krise während der Herrschaft von Wilhelm I. traf das Kronprinzenpaar deshalb in einer Phase, in der beide noch intensiv um den Vater bzw. Schwiegervater trauerten: Im sogenannten Preußischen Verfassungskonflikt verweigerte das Abgeordnetenhaus König Wilhelm I. Gelder, die dieser für die Reorganisation der preußischen Armee und der Landwehr für dringend notwendig hielt. Wilhelm I. löste deshalb am 11. März 1862 das Abgeordnetenhaus auf und erwog auch seine Abdankung. Kronprinzessin Victoria riet ihrem Mann eindringlich, das Abdankungsangebot seines Vaters anzunehmen:

„Wenn der König sieht, er könne nicht die notwendigen Schritte tun, um Ordnung und Vertrauen im Lande wiederherzustellen, ohne gegen sein Gewissen zu handeln, finde ich es weise und ehrlich, es anderen zu überlassen, die diese Pflichten übernehmen können, ohne ihr Gewissen zu belasten. Ich sehe keinen Ausweg und meine, Du müsstest dem Lande dieses Opfer bringen …“

Kronprinz Friedrich Wilhelm versuchte dagegen, seinen Vater zum Einlenken gegenüber dem Abgeordnetenhaus zu bewegen – ein Monarch, der wegen einer Entscheidung eines Parlaments abdanke, würde einen bisher einmaligen Präzedenzfall schaffen und die Herrschaft der nachfolgenden Monarchen erheblich erschweren. Seine Weigerung, die Abdankung seines Vaters zu seinen Gunsten anzunehmen, entsprach außerdem seinem Verständnis, seinen Pflichten als Sohn und Angehöriger des Hauses Hohenzollern nachkommen zu müssen. Am 22. September berief Wilhelm I. Otto von Bismarck zum neuen Ministerpräsidenten. Bismarck war bereit, das Amt anzutreten, ohne über eine Mehrheit im Abgeordnetenhaus oder einen genehmigten Haushalt zu verfügen, was aus Sicht von Wilhelm I. die beste Lösung in dieser Krisensituation darstellte. Die Berufung des als erzkonservativ bekannten ostelbischen Junkers stieß bei Königin Augusta und auch beim Kronprinzenpaar auf Ablehnung. Otto von Bismarck sollte über die nächsten Jahrzehnte das Amt des Ministerpräsidenten innehaben und maßgeblich zur politischen Isolation des Kronprinzenpaars beitragen.

### Zunehmende politische Isolierung des Kronprinzenpaars
In den Wochen und Monaten nach der Ernennung Bismarcks zum preußischen Ministerpräsidenten ließ jedes Ereignis und jede Handlung das Kronprinzenpaar zu einer Zielscheibe der Kritik werden.

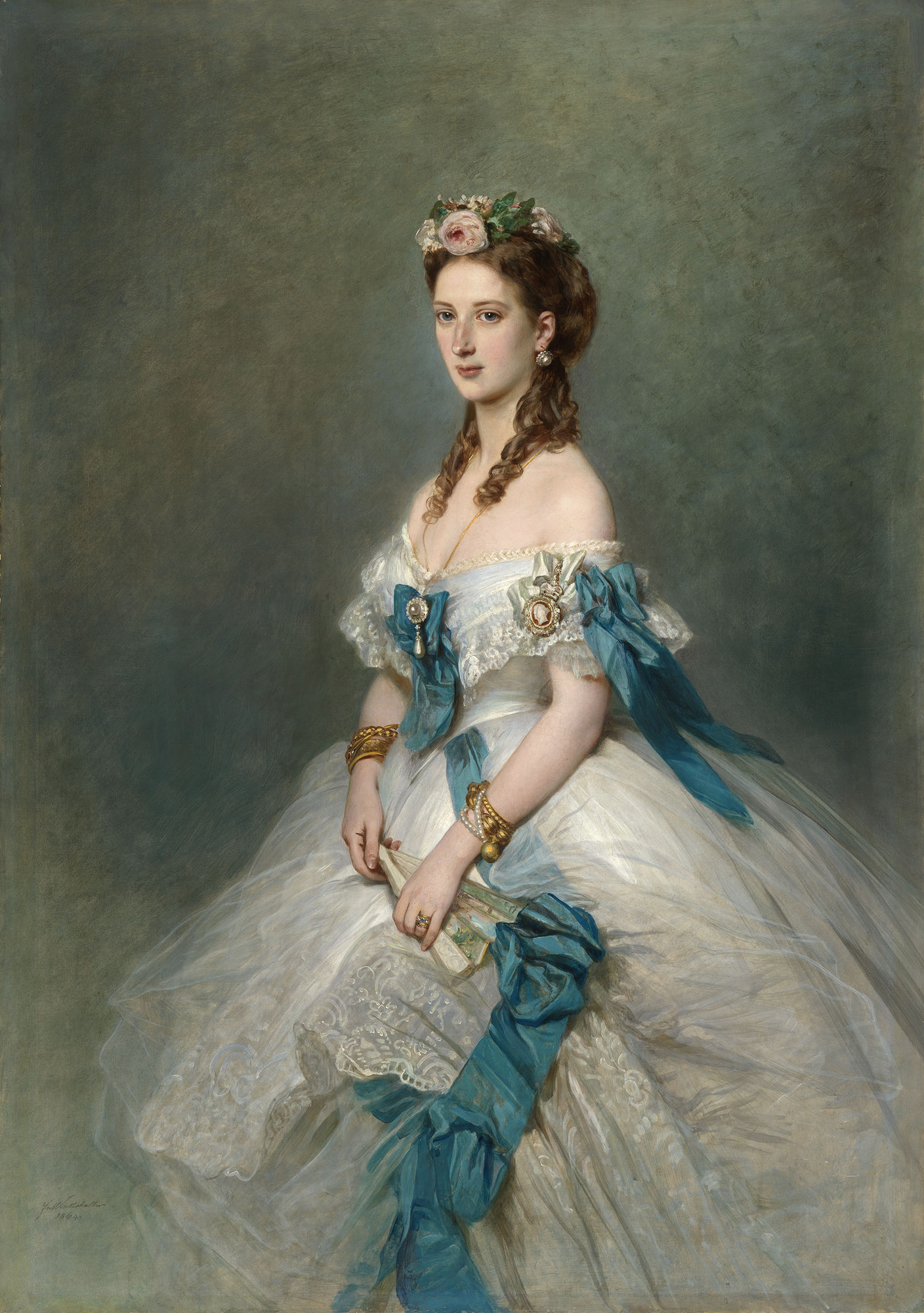
Alexandra von Dänemark – man warf Kronprinzessin Victoria vor, maßgeblich an ihrer Verheiratung mit dem Prince of Wales beteiligt zu sein, Gemälde von Winterhalter

Als es sich Anfang Oktober 1862 auf Italienreise begab und dabei unter anderem die Yacht der Königin Victoria nutzte, sahen sich liberale Kreise vom Kronprinzenpaar in dem noch schwelenden Preußischen Verfassungskonflikt im Stich gelassen; Konservative kritisierten dagegen, dass die beiden sich während einer schweren politischen Krise im Mittelmeer auf einem britischen und von der Royal Navy begleiteten Schiff aufhielten.
Die geplante Heirat zwischen Prinzessin Victorias ältestem Bruder Edward und Prinzessin Alexandra von Dänemark, der Tochter des dänischen Königs Christian IX., schwächte Prinzessin Victorias Position am preußischen Hof und im Ansehen der Öffentlichkeit ebenfalls erheblich. Man warf ihr vor, sie habe mit dieser Verbindung eine Allianz zwischen Dänemark und Großbritannien gefördert, die nicht in preußischem Interesse liege. Zum offenen Konflikt zwischen Wilhelm I. und dem Kronprinzenpaar kam es wegen der von Bismarck veranlassten Pressordonanz vom 1. Juni 1863, die die Verwaltungsbehörden ermächtigte, das Erscheinen von Zeitungen und Zeitschriften wegen der „Gesamthaltung des Blattes“ zu verbieten.  Kronprinz Friedrich Wilhelm kritisierte während einer Reise nach Danzig öffentlich mit wenigen und sehr zurückhaltenden Worten diese weitreichenden Einschränkungen der Pressefreiheit. Die Reaktion darauf war heftig: König Wilhelm I. beschuldigte seinen Sohn des Ungehorsams und drohte, ihn von seinen Funktionen innerhalb der preußischen Armee zu entbinden und vom Kronrat auszuschließen. Der reaktionäre jüngere Bruder Wilhelms I., Prinz Carl von Preußen, und General Manteuffel sprachen sich sogar dafür aus, den Kronprinzen vor ein Kriegsgericht zu stellen. Viele vermuteten die Kronprinzessin als Motivation für das Verhalten von Kronprinz Friedrich Wilhelm.
In Großbritannien fand das Verhalten des Kronprinzenpaars Zustimmung. Die Times hob in einem Artikel besonders die Rolle der Kronprinzessin hervor, die den Kronprinzen unterstütze, und führte weiter aus:

„Es ist nicht einfach, sich eine schwierigere Rolle als die des Kronprinzenpaars vorzustellen, die ohne einen einzigen Berater zwischen einem eigensinnigen Monarchen, einem mutwilligen Kabinett und einer empörten Bevölkerung stehen.“

Die Times spielte in dem Artikel auf einen Briefwechsel zwischen dem Kronprinzen und dem preußischen König an, in dem dieser eine andere politische Linie vertreten hatte als sein Vater. Unklar war, über wen die Information über die Meinungsverschiedenheiten zwischen Vater und Sohn an die Presse gelangt war. Verdächtigt wurde Kronprinzessin Victoria und in einem Brief an ihre Mutter schrieb sie, es habe deswegen am preußischen Hof eine regelrechte Inquisition gegeben.  Unter dem Druck der Verdächtigungen gab Ernst von Stockmar sein Amt als Privatsekretär der Kronprinzessin auf.

### Der Deutsch-Dänische Krieg im Jahr 1864
Otto von Bismarck verfolgte als langfristiges Ziel, den Deutschen Bund zu beenden und Österreichs Einfluss in Deutschland zugunsten Preußens zu beschneiden. Die erste kriegerische Auseinandersetzung auf dem Weg dahin war der Deutsch-Dänische Krieg um Schleswig und Holstein im Jahr 1864, in dem Österreich allerdings noch als Allianzpartner auf Seiten Preußens stand. Im Frieden von Wien, mit dem am 30. Oktober 1864 dieser Konflikt beendet wurde, musste Dänemark die beiden Herzogtümer Schleswig, Holstein sowie Lauenburg an Österreich und Preußen abtreten. Der Friedensschluss, der eine gemeinsame preußische und österreichische Verwaltung für die eroberten Herzogtümer vorsah, barg jedoch hinreichend Konfliktstoff für weiterreichende Auseinandersetzungen mit Österreich.

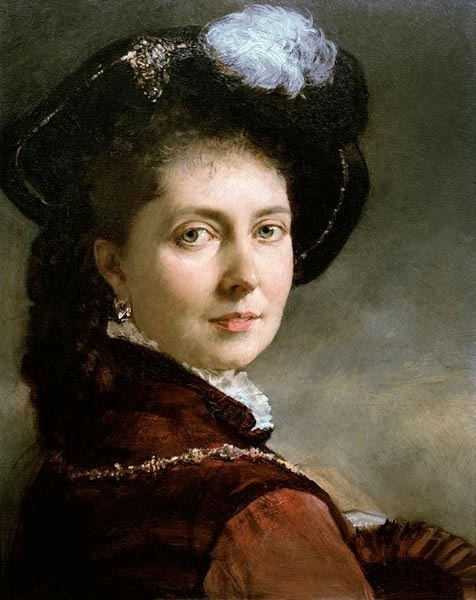
Kronprinzessin Victoria, um 1875, Gemälde von Heinrich von Angeli.

Großbritannien war zwar nicht bereit gewesen, für Dänemark einen militärischen Konflikt mit Österreich und Preußen einzugehen, hatte aber diplomatisch stets die Position dieses kleinen Landes vertreten. Während Kronprinz Friedrich Wilhelm unter Feldmarschall von Wrangel an der Front Dienst tat, sich dabei unter anderem bei der Erstürmung der Düppeler Schanzen auszeichnete und schließlich den Oberbefehl über das Zweite Armeekorps erhielt, verdächtigte man Kronprinzessin Victoria, dass sie über die preußischen Erfolge unglücklich sei. An ihren an der Front befindlichen Mann schrieb sie, dass sie gehofft habe, die Bewunderung des Volkes für seine militärischen Erfolge würde sich auch auf sie übertragen und dass man aufhöre zu bedauern, dass sie die Kronprinzessin sei:

„Sie kritisieren mich hier dafür, dass ich zu englisch sei, und zu Hause, dass ich zu preußisch bin. Es scheint, dass ich nichts richtig machen kann.“

Kronprinzessin Victoria hatte als junges Mädchen Florence Nightingale kennengelernt, die die medizinische Versorgung verwundeter Soldaten während des Krimkrieges entscheidend verbessert hatte. Mittlerweile das vierte Mal schwanger, begann sie sich jetzt gleichfalls für eine bessere medizinische Versorgung verwundeter Soldaten zu engagieren. Anlässlich des Geburtstags von Wilhelm I. ließ das Kronprinzenpaar einen Hilfsfonds zugunsten der Familien gefallener oder schwer verletzter Soldaten einrichten.

### Die Schlacht von Königgrätz, der Norddeutsche Bund und die Indemnitätsvorlage
Der Sieg über Dänemark hatte nur einen kurzen Frieden zur Folge: Der Gasteiner Vertrag vom 14. August 1865 löste die gemeinsame preußisch-österreichische Administration der Herzogtümer Schleswig und Holstein zunächst wieder auf, konnte jedoch den unterschiedlichen Interessen der beiden Länder nicht gerecht werden. Nachdem Preußen am 9. Juni 1866 in das von Österreich verwaltete Holstein einmarschierte, beantragte Österreich in Frankfurt die Mobilisierung des nichtpreußischen Bundesheeres, dem am 14. Juni stattgegeben wurde. Preußen reagierte darauf mit dem Einmarsch in Sachsen, Hannover und Kurhessen. Zur entscheidenden Schlacht kam es bei Königgrätz, die Österreich letztlich zur Kapitulation zwang und in der dem Kronprinzen eine schlachtentscheidende Rolle zufiel. Im Friedensschluss vom 23. August in Prag schied Österreich aus dem Deutschen Bund aus. Schleswig-Holstein, Hannover, Kurhessen, Nassau und Frankfurt wurden von Preußen annektiert.
Dem militärischen Erfolg des Kronprinzen stand eine familiäre Tragödie gegenüber. Sigismund, das vierte Kind des Kronprinzenpaars, war kurz vor der Schlacht im Alter von 21 Monaten an Meningitis gestorben. Die Kronprinzessin reagierte darauf mit tiefer Trauer, für die sie weder bei ihren Schwiegereltern noch bei ihrer Mutter Verständnis fand. Königin Augusta verlangte von ihrer Schwiegertochter sehr bald die Wiederaufnahme ihrer repräsentativen Verpflichtungen, und Königin Victoria ermahnte sie, dass der Verlust eines kleinen Kindes nichts gegen den eines Ehemanns sei.

Schlacht von Königgrätz, Gemälde von Georg Bleibtreu, 1869

Die zwei großen militärischen Erfolge, die Preußen mit dem Sieg im Deutsch-Dänischen und im sogenannten Deutschen Krieg in den vier Jahren seit Otto von Bismarcks Amtsantritt errungen hatte, festigte dessen Position als Ministerpräsident. Die Indemnitätsvorlage, die er kurz nach dem Sieg von Königgrätz dem Abgeordnetenhaus vorlegte und mit dem die Regierung um nachträgliche Zustimmung zu den während der verfassungslosen Zeit gemachten Ausgaben ersuchte, spaltete die Liberalen, die in Opposition zu Bismarck gestanden hatten. Sie machte auch deutlich, dass Kronprinz Friedrich Wilhelm einen deutlich gemäßigteren Liberalismus vertrat als seine Frau: Kronprinz Friedrich Wilhelm begrüßte den Norddeutschen Bund, in dem sich nach dem Sieg über Österreich eine Reihe norddeutscher Kleinstaaten unter der Vorherrschaft von Preußen zu einem Bundesstaat zusammengeschlossen hatten und den er als ersten Schritt zur Einigung Deutschlands sah. Die Verfassung dieses Bundesstaates war jedoch nicht durch eine Nationalversammlung beschlossen, sondern gründete auf Monarchensouveränität und räumte dem preußischen König und dem Bundeskanzler Otto von Bismarck weitreichende Rechte ein. Der Reichstag wurde zwar demokratisch gewählt, hatte aber nicht die Kompetenzen eines Parlaments. Kronprinzessin Victoria sah im Norddeutschen Bund mehr als ihr Mann eine erzwungene Ausdehnung des bestehenden preußischen Systems, dem sie kritisch gegenüberstand. Hoffnungsfroh, dass dieser Zustand nur vorübergehend sei, schrieb sie an ihre Mutter:

„Natürlich betrachten alle wahren Patrioten den gegenwärtigen Zustand als rein provisorisch und hoffen auf bessere Gesetze in der Zukunft – worin man sie, wie ich glaube, auch nicht enttäuschen wird.“

### Der Krieg mit Frankreich
In den Jahren bis zum Ausbruch des Deutsch-Französischen Krieges 1870/71 vertrat Kronprinz Friedrich Wilhelm mehrfach den preußischen Hof auf Auslandsreisen. Nicht auf allen begleitete ihn Kronprinzessin Victoria. Teils lag das daran, dass eine Begleitung durch die Prinzessin weitere Repräsentationskosten zur Folge gehabt hätte, die das Einkommen des Kronprinzenpaars zu sehr belastet hätten, teils daran, dass die Kronprinzessin ihre Kinder nicht zu lange allein lassen wollte. 1866, noch vor dem Tod von Sigismund, kam Viktoria zur Welt. 1868 folgte ein weiterer Sohn, den das Kronprinzenpaar Waldemar nannte, 1870 wurde Sophie geboren und als letztes Kind sollte 1872 Margarethe folgen. Während die älteren Kinder Wilhelm, Charlotte und Heinrich noch von Ammen genährt worden waren, stillte die Kronprinzessin beginnend mit Sigismund alle ihre Kinder selbst, was sowohl bei ihrer Mutter wie bei ihrer Schwiegermutter auf heftige Ablehnung stieß. Nach wie vor war die Position der Kronprinzessin am preußischen Hof schwierig und das Verhältnis zu ihrer Schwiegermutter angespannt. Letzteres äußerte sich auch in aus heutiger Sicht trivialen Nebensächlichkeiten. Königin Augustas Empörung darüber, dass ihre Schwiegertochter statt der üblichen vierspännigen Anspannung Kutschen nutzte, die nur von zwei Pferden gezogen wurden, machte es notwendig, dass Königin Victoria zugunsten ihrer Tochter beim preußischen König intervenieren musste.

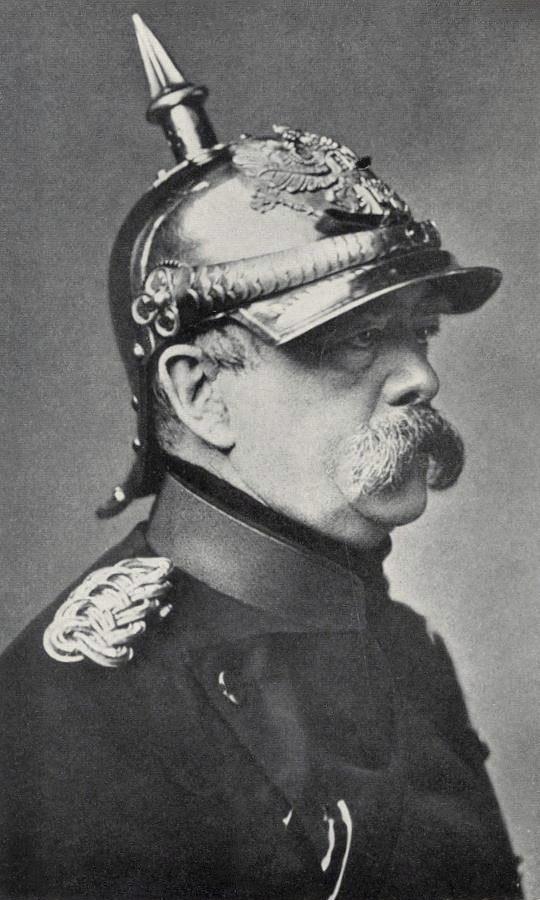
Otto von Bismarck

Im Deutsch-Französischen Krieg 1870/71 wiederholten sich die militärischen Erfolge des Kronprinzen. Zwei der fünf entscheidenden Schlachten dieses Krieges, die Schlacht bei Weißenburg und die bei Wörth, wurden von der von ihm geführten 3. Armee gewonnen. Bei Sedan fiel seinem Truppenteil wiederum die schlachtentscheidende Rolle zu. Als sich die Beschießung der eingekesselten Stadt Paris durch die von ihm geführten Truppen verzögerte, war das für Otto von Bismarck der Anlass, erneut gegen Kronprinzessin und Königin zu intrigieren, die beide gleichermaßen seine politischen Gegner waren. Auf einem Abendessen vertrat er laut die Auffassung, dass der Kronprinz die Beschießung nur verzögere, weil seine Ehefrau und seine frankophile Mutter dagegen seien. Diese Auffassung fand sich kurz darauf in der Presse wieder. Weniger Resonanz fand das Engagement der Kronprinzessin in der Fürsorge für verwundete Soldaten. Sie reiste nach Homburg, um dort auf eigene Kosten ein modellhaftes Lazarett einrichten zu lassen, und besuchte anschließend Lazarette in Wiesbaden, Biberach, Bingen, Bingerbrück, Rüdesheim und Mainz. Traditionell fielen solche sozialen Aufgaben jedoch der Königin zu. Wilhelm I. befand schließlich, sie habe sich „großartiger Wohltätigkeit“ zu enthalten, und beorderte sie nach Berlin zurück, um dort die Königsfamilie zu repräsentieren.
Frankreich kapitulierte im Januar 1871. Am 18. Januar 1871 riefen die siegreichen Fürsten des Norddeutschen Bundes mit den süddeutschen Verbündeten König Wilhelm I. von Preußen zum Deutschen Kaiser aus. Friedrich und Victoria waren somit Kronprinz und Kronprinzessin des Deutschen Kaiserreichs. Bei den Siegesparaden in Berlin, mit denen der Sieg über Frankreich gefeiert wurde, marschierte erstmals ihr Sohn Wilhelm mit.

### Verhältnis zu Kronprinz Wilhelm
Seit seiner Geburt hatte man versucht, Wilhelms verkümmerten Arm mit einer Reihe aus heutiger Sicht teils bizarrer Methoden zu kräftigen. Unter anderem erhielt der einjährige Prinz sogenannte „animalische Bäder“, bei denen der Arm für eine halbe Stunde in den noch warmen Kadaver eines frisch geschlachteten Hasen gesteckt wurde, um ihn zu kräftigen. Dem folgten Elektroschock-Therapien und ein Einsatz von Kopf- und Armstreckgeräten, da die verkürzten Armmuskeln zunehmend dazu führten, dass Prinz Wilhelm seinen Kopf beständig schief hielt. Victoria bestand darauf, dass er ein guter Reiter würde. Der Gedanke, dass er als Thronerbe nicht würde reiten können, war unerträglich für sie. Reitstunden begannen, als Wilhelm acht Jahre alt war. Wieder und wieder wurde das weinende Kind aufs Pferd gesetzt und gezwungen, die Übungen durchzuführen. Wilhelm fiel immer wieder zu Boden und wurde trotz seiner Tränen zurück aufs Pferd gesetzt. Später schrieb er, dass er diese Reitstunden als Quälerei durch seine Mutter empfunden habe.
Sigmund Freud kam zu dem Schluss, dass Kronprinzessin Victoria ihrem Sohn wegen seines Gebrechens ihre Zuneigung entzogen habe und dies der Grund für sein späteres Verhalten ihr gegenüber gewesen sei. Die Tagebuchaufzeichnungen und Briefe der Kronprinzessin Victoria weisen zumindest darauf hin, dass sie die Behinderung, an der sie sich selbst die Schuld gab, als Makel empfand. 1860 schrieb sie anlässlich eines Besuches ihrer Eltern:

„Er ist wirklich ein kluger kleiner Kerl für sein Alter – wenn nur der unglückselige Arm nicht wäre – ich wäre so stolz auf ihn.“

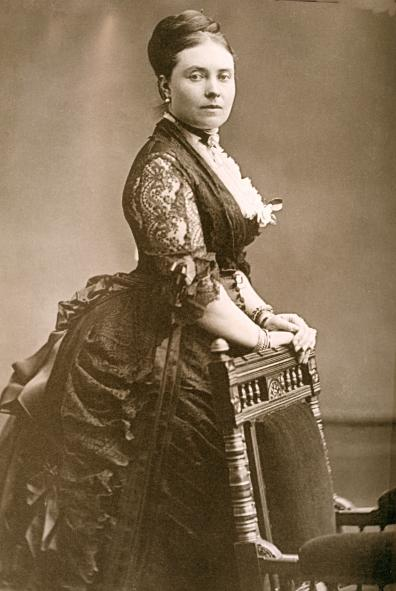
Kronprinzessin Victoria

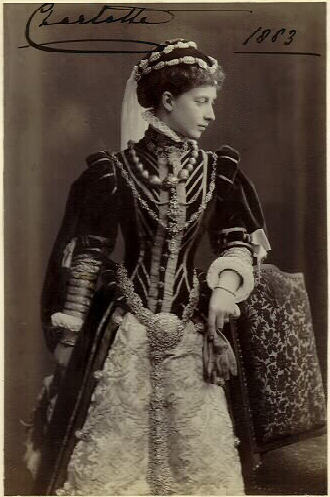
Prinzessin Charlotte, hier im Jahr 1883, erwies sich als besonders schwieriges Kind

Wolfgang J. Mommsen schreibt ihr dagegen mütterliche Gefühle gegenüber ihrem erstgeborenen Sohn zu, konstatiert aber einen Mangel an Zuwendung. Ihre Söhne maß sie an dem Idealbild ihres 1861 verstorbenen Vaters, hinter dem diese zwangsläufig zurückbleiben mussten. Auch in ihren Erziehungsmethoden versuchte sie ihrem Vater so nahe wie möglich zu kommen. Bereits seit 1863 besaß das Kronprinzenpaar das Krongut Bornstedt, auf dem die Kinder so ähnlich aufwachsen sollten wie Kronprinzessin Victoria einst in Osborne House auf der Isle of Wight. Als Kronprinzessin hatte Victoria von Sachsen-Coburg und Gotha jedoch nur eingeschränkt Einfluss auf die Erziehung ihrer Kinder. Entsprechend der preußischen Tradition erhielten alle ihre Söhne sehr früh eine militärische Erziehung. In einem Brief an ihre Mutter klagte sie:

„Ich zittere bei dem Gedanken, wie meine heranwachsenden Jungen sich schließlich entwickeln werden. Die Verhältnisse hier und ein preußischer Hof scheinen ja geschaffen, um die Schwächen besonders zu nähren, die mich an meinem Willy so oft kränken […] Unsere Kinder werden allgemein ob des großen Missgeschicks bedauert, mich mit meinen ‚unglücklichen englischen Ideen und unpreußischen‘ Gesinnungen zur Mutter zu haben. Die Leute glauben, sie könnten nicht gut geraten […]. Ich will nur, dass meine Kinder aufwachsen gleich meinem Fritz, meinem Vater, gleich Dir und so unähnlich als möglich dem Rest der königlich-preußischen Familie.“

Bei der Wahl des Erziehers für die Prinzen Wilhelm und Heinrich zeigte das Kronprinzenpaar allerdings wenig Einfühlungsvermögen. Der intellektuell hochbegabte, aber calvinistisch strenge Philologe Georg Ernst Hinzpeter unterzog die Prinzen einer puritanischen und harten Erziehung, bei der es an Lob und Ermutigung fehlte. Auch der Besuch eines bürgerlichen Gymnasiums in Kassel, den das Kronprinzenpaar gegen den Widerstand des preußischen Hofs durchsetzen konnte, und später das Studium in Bonn sorgten nicht dafür, dass Prinz Wilhelm sich zu der weltoffenen und umfassend gebildeten Persönlichkeit mit liberalen Ansichten entwickelte, wie es das Ziel seiner Eltern war.

### Warten auf den Thron
Kronprinz Friedrich Wilhelm – mittlerweile Generalfeldmarschall – erhielt trotz der von ihm erzielten militärischen Erfolge kein weiteres preußisches Kommando. Kaiser Wilhelm I. hielt seinen Sohn von allen Staatsgeschäften fern, da er fand,

„dass seine Prinzipien der Regierung die der englischen Regierung seien, und nicht bloß parlamentarischer Gesetzgebung, wie dies dem preußischen und deutschen Parlament zum Grunde liegt.“

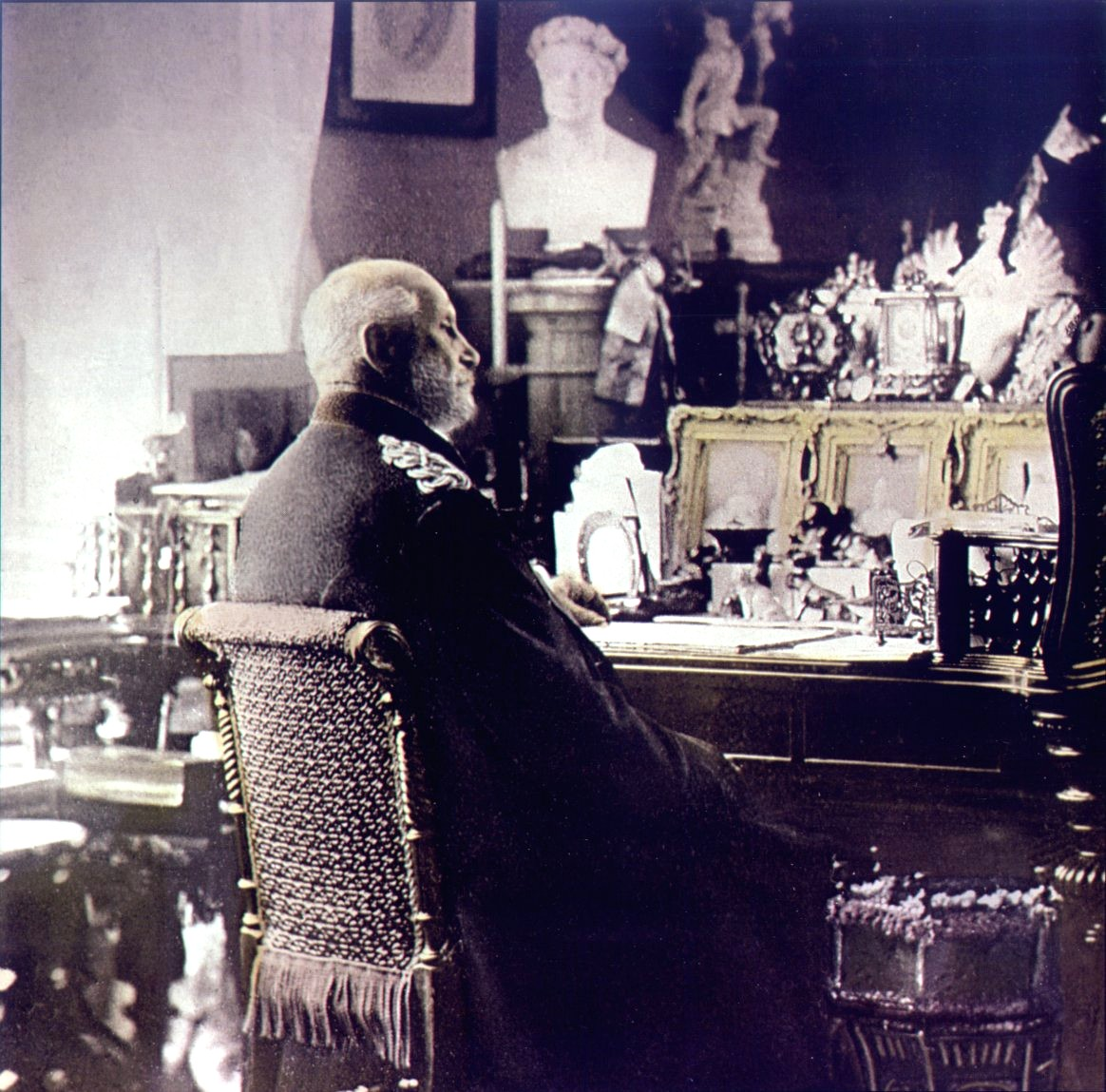
Wilhelm I. am Schreibtisch in seinem Berliner Palais, ca. 1880

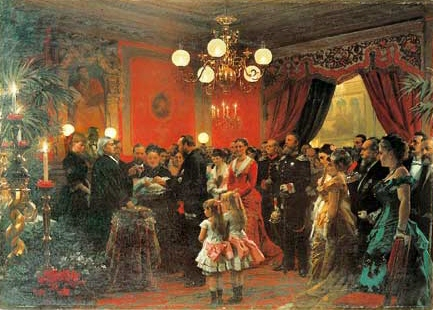
Taufe in meinem Hause, Ölgemälde von Anton von Werner 1880

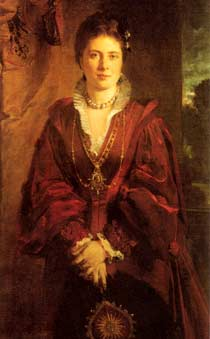
Kronprinzessin Victoria in Renaissance-Kleidung, 1874, Gemälde von Heinrich von Angeli

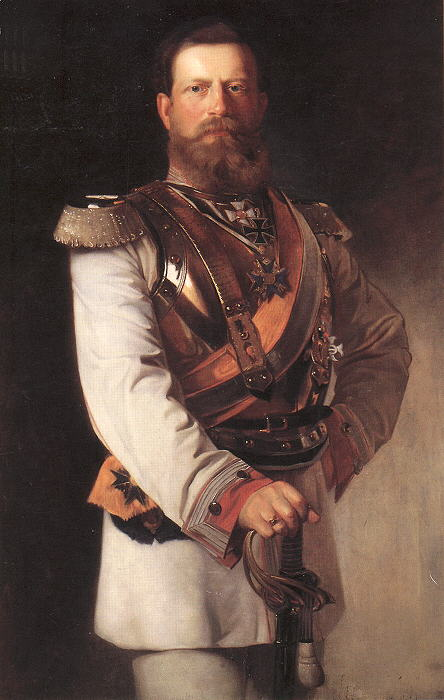
Kronprinz Friedrich Wilhelm, 1874, Gemälde von Heinrich von Angeli

Der Kronprinz wurde stattdessen zum Kurator der königlichen Museen ernannt – eine Aufgabe, die bei seiner Ehefrau möglicherweise auf mehr Enthusiasmus stieß. Victoria von Sachsen-Coburg und Gotha hatte auf Anregung ihres Vaters ihre Ausbildung von Beginn der Ehe an fortgesetzt. Sie las Goethe, Lessing, Heine und John Stuart Mill. Gustav Freytag zählte zu den Bekannten des Ehepaars, der Schriftsteller Gustav von Putlitz war zeitweilig ihr Hofmarschall. Trotz Empörung ihrer Mutter beschäftigte sie sich mit Darwins Evolutionslehre und diskutierte sie mit dem britischen Geologen Lyell. Die von Zeitgenossen als fortschrittlich und kultiviert eingeschätzte Kronprinzessin las auch die Schriften von Karl Marx, um die Ziele der Sozialisten zu verstehen, und verkehrte mit ihrem Mann im liberalen Salon der Gräfin Schleinitz, der als „Treffpunkt der zahlreichen Bismarckfronde“ galt. Richard Wagners Pamphlet Über den Einfluss der Juden auf die Musik nannte sie in einem Brief an ihre Mutter „verrückt“ – sie habe bislang nichts so „Heftiges, Eingebildetes und Ungerechtes“ gelesen. Weit mehr als am Hof ihrer Schwiegereltern zählten Liberale wie Reichstagsvizepräsident Freiherr von Stauffenberg und Bürgerliche zu den Gästen und Bekannten des Kronprinzenpaars, darunter der Physiker Hermann von Helmholtz, der Pathologe Rudolf Virchow, der Philosoph Eduard Zeller und der Historiker Hans Delbrück.
Die Kronprinzessin war eine begabte Hobbymalerin und nahm bei Heinrich von Angeli und Anton von Werner Unterricht. Von einem nahezu freundschaftlichen Verhältnis mit dem Ehepaar Werner zeugen ein Venedigaufenthalt 1875 und die Taufpatenschaft Victorias für den Sohn der Werners 1879.
Im Herbst 1878 starben Kronprinzessin Victorias Schwester und enge Vertraute Alice von Hessen-Darmstadt sowie deren kleine Tochter an Diphtherie. Wenige Wochen später erlag auch Waldemar, der dritte noch lebende Sohn des Kronprinzenpaars, dieser Krankheit. Sowohl bei der Kronprinzessin als auch beim Kronprinzen lösten die Todesfälle einen lang anhaltenden Zustand von Schock und Depressionen aus. Der Tod von Waldemar fiel in eine Zeit, in der deutlich wurde, dass Victoria und ihr ältester Sohn Wilhelm sich zunehmend entfremdet hatten, Prinz Heinrich seinen Dienst bei der Marine begann und die mittlerweile verheiratete Prinzessin Charlotte ihr erstes Kind erwartete. Obwohl das hohe Lebensalter von Wilhelm I. es zunehmend wahrscheinlich machte, dass Kronprinz Friedrich Wilhelm ihm bald auf dem Thron nachfolgen würde, hatte das Kronprinzenpaar nach wie vor keinerlei Einfluss auf die Politik des Reiches. Ihre Ohnmacht machte ihnen Otto von Bismarck deutlich, indem er über Monate die Zustimmung des Hofs zu der Verbindung Prinz Wilhelms mit Prinzessin Auguste Viktoria verweigerte und am Hof des Kronprinzenpaars liberale Hofangehörige gegen ultrakonservative Kräfte austauschte. Besonders bitter war für das Kronprinzenpaar der Verlust des Hofmarschalls und Privatsekretärs Karl von Normann, der dem Kronprinzen 20 Jahre lang gedient hatte. Häufig konnte das Kronprinzenpaar nur durch symbolische Gesten seine politische Überzeugung zeigen. Während antisemitischer Unruhen zu Beginn der 1880er Jahre besuchte das Kronprinzenpaar demonstrativ ein Konzert in einer Wiesbadener Synagoge und der Kronprinz nahm in Berlin an einem jüdischen Gottesdienst teil.
Zwischen Kronprinzessin Victoria und Otto von Bismarck kam es wegen der Heiratspläne für Prinzessin Viktoria zu ihrer vermutlich größten Auseinandersetzung. Der Streit ist als Battenberg-Affäre in die Geschichte eingegangen. Alexander von Battenberg war der zweitälteste Sohn aus der morganatischen Ehe von Alexander von Hessen-Darmstadt mit Julia Hauke. Als ein Kandidat für den bulgarischen Thron gesucht wurde, wurde er auf Vorschlag seines Onkels, des Zaren Alexander II., als Fürst von Bulgarien eingesetzt. Alexander II. erwartete von seinem Neffen eine entschieden prorussische Politik. Als er diese Erwartung nicht erfüllte, wurde Fürst Alexander 1886 von seinem Cousin Zar Alexander III. zur Abdankung gezwungen. Prinzessin Viktoria war in den gut aussehenden Fürsten Alexander seit Beginn der 1880er Jahre verliebt; Kronprinzessin Victoria sowie Königin Victoria hielten beide eine Verbindung mit diesem Fürstenhaus für wünschenswert. Otto von Bismarck sah darin hingegen eine Gefährdung seiner prorussischen Politik und setzte bei Wilhelm I. letztlich ein Verbot der Verbindung durch. Der Streit mit dem Kronprinzenpaar um die Verheiratung von Prinzessin Viktoria führte letztlich dazu, dass Wilhelm I. seinen Sohn und Thronfolger überging und seinen Enkel Wilhelm damit betraute, den preußischen Hof auf Staatsreisen zu vertreten. Großvater und Enkel hatten ein enges Verhältnis zueinander; die beiden speisten häufig zusammen in den Privaträumen des Kaisers und politisch stand der Enkel seinem Großvater sehr nahe. Prinz Wilhelm hatte zwar wie sein Vater zunächst die Bonner Universität besucht, das Studium aber nach vier Semestern abgebrochen, um seine militärische Ausbildung fortzusetzen. Wie Prinz Wilhelm hatten sich auch Prinzessin Charlotte und Prinz Heinrich weitgehend von den Eltern ab- und den Großeltern zugewandt. Die Hoffnung Kronprinzessin Victorias, dass sich Prinz Wilhelm durch die Heirat mit Prinzessin Auguste Victoria zu einer politisch liberalen Haltung bekehren würde, trog ebenfalls: Die Prinzessin vertrat politisch eine vollkommen andere Haltung, als ihre Herkunft aus der als liberal geltenden Familie der Augustenburger vermuten ließ.

### Engagement für Frauenbildung
Kronprinzessin Victoria engagierte sich intensiv für bessere Bildungsmöglichkeiten für Mädchen und junge Frauen. Seit 1866 hatte sie das Protektorat des von Wilhelm Adolf Lette gegründeten Lette-Vereins inne, der sich für eine verbesserte Ausbildung von Frauen einsetzte. 1877 veranlasste sie die Gründung des Lyzeums „Victoriaschule für Mädchen“, das unter britischer Leitung stand und in dem Schülerinnen das erste Mal in Preußen Turnunterricht erhielten. Im „Victoriahaus zur Krankenpflege“ wurden Krankenschwestern nach britischem Vorbild ausgebildet.
Um die Frauenbildung in Deutschland voranzubringen, arbeitete sie auch mit Helene Lange zusammen, deren Projekte Victoria immer wieder ideell und finanziell förderte.

## Deutsche Kaiserin

### Kaiserin für 99 Tage

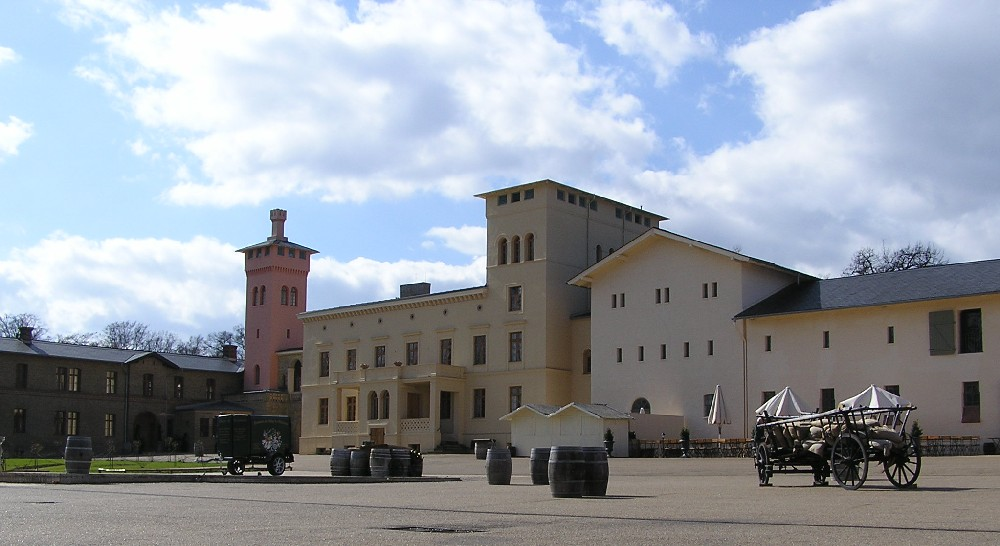
Krongut Bornstedt – die Kaiserinwitwe wohnte lieber hier der Trauerfeier für Friedrich bei als seiner Beisetzung in der Friedenskirche

Der Gesundheitszustand des mittlerweile 90-jährigen Kaisers Wilhelm I. hatte sich derweil so verschlechtert, dass ein baldiger Thronwechsel wahrscheinlich schien.
Kronprinz Friedrich Wilhelm erkrankte jedoch im selben Jahr selbst schwer. Die Ärzte fanden bei dem zunehmend heiseren Kronprinzen Knötchen am linken Stimmband, die als Krebs diagnostiziert wurden. Die Gewebeprobe, die der englische Laryngologe Morell Mackenzie Kronprinz Friedrich Wilhelm entnahm, wies jedoch auf keine Krebserkrankung hin. Das Kronprinzenpaar reiste nach England, wo mit Einverständnis des deutschen Ärztekollegiums Morell Mackenzie seine Behandlung fortsetzte. Im Reisegepäck hatten sie drei große Kisten mit ihren privaten Papieren, die mit Zustimmung von Königin Victoria in Windsor Castle deponiert wurden. Angesichts des prekären Gesundheitszustands sowohl Wilhelms I. als auch des Kronprinzen war dies eine Vorsichtsmaßnahme, die das Kronprinzenpaar für notwendig hielt. Otto von Bismarck versuchte nach wie vor, Stellung und Einfluss der Kronprinzessin zu untergraben. Als eine der letzten Intrigen hatte der von Bismarck eingesetzte Hofmarschall Hugo Fürst von Radolin versucht, der Kronprinzessin ein Verhältnis mit Götz von Seckendorff zu unterstellen.
Die Behandlung von Morell Mackenzie schlug zunächst an. Das Kronprinzenpaar reiste im September 1887 zur Kur nach Italien, während man sich in Berlin darüber empörte, dass es trotz des sich stetig verschlechternden Gesundheitszustands des Kaisers nicht in die Reichshauptstadt zurückkehrte. Anfang November 1887 versagte die Stimme des Kronprinzen völlig. Das nach San Remo herbeigerufene Ärztekollegium stellte eine neue Geschwulst mit bösartigem Charakter fest und empfahl eine Entfernung des Kehlkopfes, die der Kronprinz aber nicht durchführen ließ. Kronprinzessin Victoria unterstützte ihren Mann in dieser Entscheidung, was zu einem heftigen Streit zwischen ihr und dem plötzlich in San Remo auftauchenden Prinzen Wilhelm führte.
Das Sterben von Kaiser und Kronprinz zog sich über Monate hin. Als am 9. März in San Remo die Nachricht vom Tod Wilhelms I. eintraf, war der Kehlkopfkrebs beim nunmehrigen Kaiser Friedrich III. so weit fortgeschritten, dass er nicht mehr sprechen konnte. Als eine der ersten Amtshandlungen zeichnete Kaiser Friedrich III. seine Frau mit dem Schwarzen Adlerorden aus, dem höchsten preußischen Orden. Das Kaiserpaar kehrte nach Berlin zurück. Von Berlin aus schrieb Kaiserin Victoria ihrer Mutter:

„Ich glaube, wir werden im allgemeinen nur als vorbeihuschende Schatten angesehen, die bald in der Wirklichkeit durch Wilhelms Gestalt ersetzt werden sollen.“

Friedrich III. beschränkte seine politischen Maßnahmen auf wenige, zum Teil nur symbolische Handlungen. Er erließ eine Amnestie für politische Häftlinge und entließ den reaktionären Innenminister Robert Viktor von Puttkamer. Justizminister Heinrich von Friedberg, der das Kronprinzenpaar während der letzten 25 Jahre immer wieder beraten hatte, wurde ebenso wie Eduard von Simson mit dem Schwarzen Adlerorden ausgezeichnet. Kaiserin Victoria versuchte, ihre neu gewonnene Entscheidungsfreiheit zu nutzen, um die Heirat zwischen Alexander von Battenberg und ihrer Tochter Viktoria wieder voranzutreiben; sie musste jedoch letztlich davon Abstand nehmen, nachdem selbst ihre Mutter davon abriet.

### Kaiserin Friedrich – die Witwe

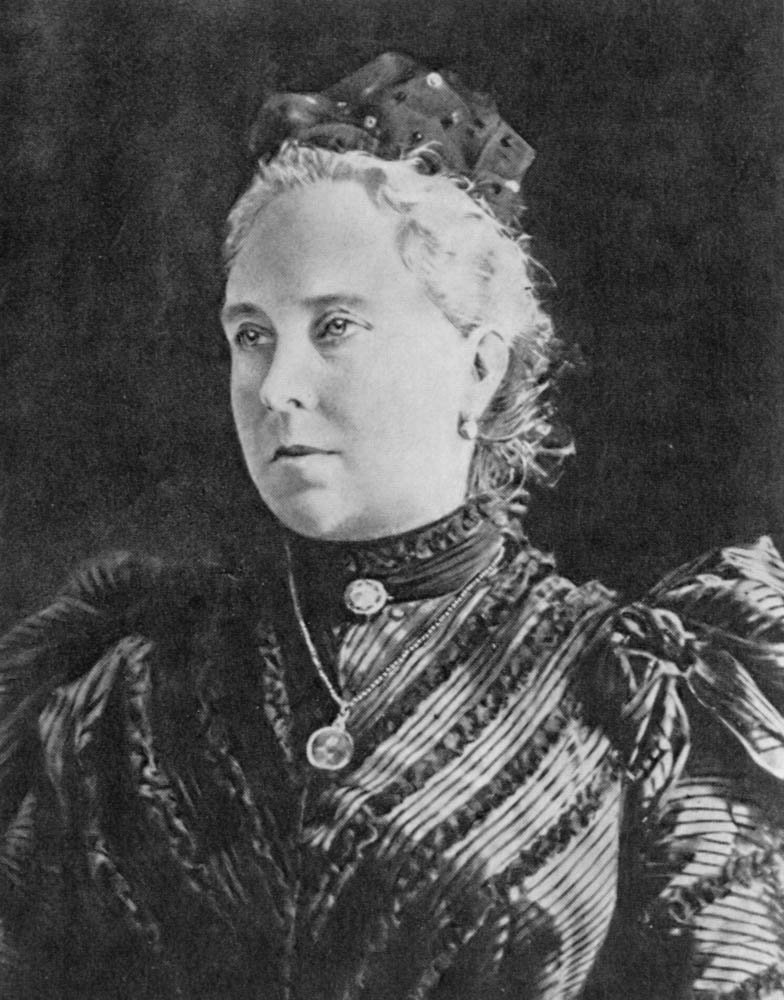
Die verwitwete Kaiserin Victoria, Zeichnung von Norbert Schrödl

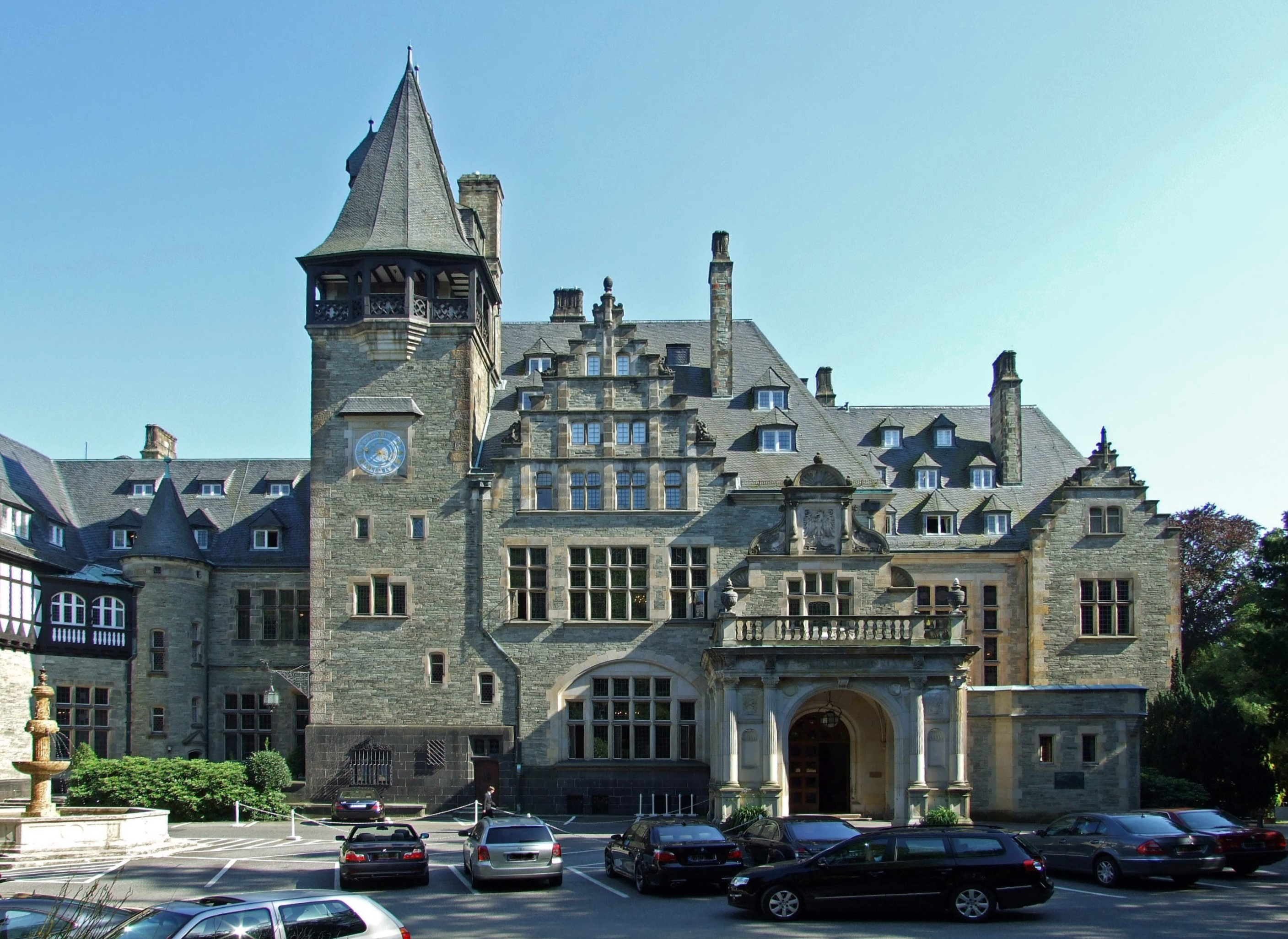
Schloss Friedrichshof – Witwensitz der Kaiserin Friedrich

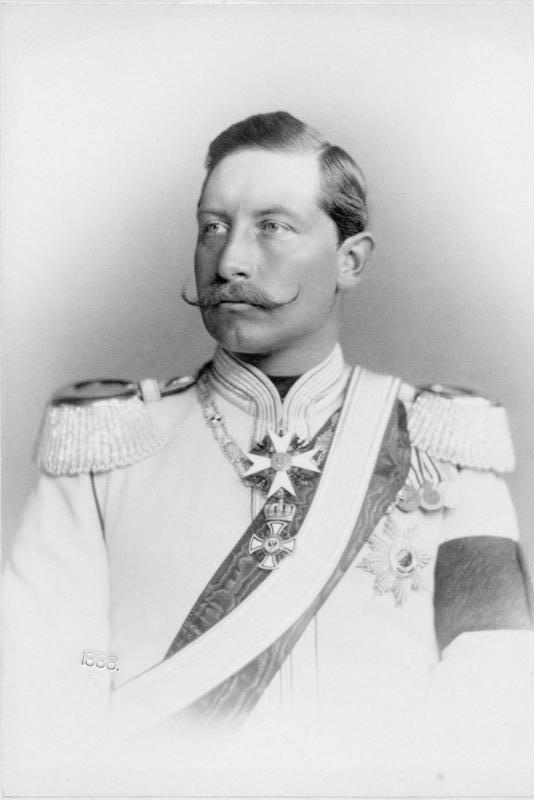
Wilhelm II., etwa 1888

Die Familie zu Besuch auf Witwensitz der Kaiserin, 1900

Kaiser Friedrich III. verstarb am 15. Juni 1888 gegen 11 Uhr morgens. Die ersten Handlungen, die sein Sohn veranlasste, zeigten, dass das Kronprinzenpaar zu Recht seine Privatpapiere nach Windsor gebracht hatte. Noch in der Nacht vor dem Tod seines Vaters ließ Kronprinz Wilhelm das Neue Palais von Gardehusaren, -infanteristen und -ulanen umstellen; unmittelbar nach dem Tod seines Vaters ließ der nunmehrige Kaiser Wilhelm II. es von den Soldaten besetzen. Sämtliche Räume des vorherigen Kaiserpaars wurden durchsucht, um ihre Korrespondenz zu finden. Auf Grund der zuvor ergriffenen Vorsichtsmaßnahmen fanden die Suchenden allerdings nichts – Jahre später behauptete Wilhelm II., er habe nach Staatspapieren gesucht. Viele Historiker neigen eher zu der Ansicht, er wollte die Briefe seiner Eltern beschlagnahmen, durch die er sich in seiner Reputation bedroht sah. Das Leichenbegängnis für Kaiser Friedrich III. fand in Potsdam weitgehend unter Ausschluss der Öffentlichkeit statt. „Kaiserin Friedrich“, wie sich Victoria zum Andenken ihres Mannes fortan nannte, nahm an der Beisetzung des Sarges in der Friedenskirche nicht teil, sondern wohnte dem Trauergottesdienst auf dem Krongut Bornstedt bei.
„Der Polizeistaat blüht“, kommentierte Kaiserin Friedrich die Maßnahmen, die die Behörden gegenüber den Personen ergriffen, die zum engsten Kreis von Friedrich III. und seiner Frau gehörten. Das Haus von Franz von Roggenbach wurde durchsucht, die Witwe von Kaiserin Friedrichs langjährigem Privatsekretär Ernst von Stockmar verhört. Friedrich Heinrich Geffcken, der ein Exzerpt von Kaiser Friedrichs Kriegstagebuch besaß und es ausschnittweise veröffentlichte, damit Friedrich Gerechtigkeit bezüglich seiner Rolle bei der Reichsgründung erfahre, wurde der Veröffentlichung von Staatsgeheimnissen angeklagt. Der noch von Friedrich ausgezeichnete Heinrich Friedberg wurde aus seinem Amt als Justizminister entlassen. Auf Friedbergs Anraten beorderte Kaiserin Friedrich allerdings die nach Windsor entsandten Papiere zurück, um zu belegen, dass es sich sämtlich um Privatpapiere handelte und keine Staatspapiere darunter waren, wie ihr Sohn behauptete. Trotzdem übergab sie einen Teil davon dem Hausarchiv der Hohenzollern.
Kaiser Wilhelm II. beanspruchte das repräsentative Neue Palais, den vormaligen Wohnsitz des Kaiserpaars, für seine Familie. Kaiserin Friedrich fand nach längerem Suchen in Kronberg im Taunus ein Grundstück, auf dem sie ihren Witwensitz Schloss Friedrichshof errichten ließ. Zustatten kam ihr dabei, dass sie kurz zuvor die Erbschaft der Herzogin von Galliera (1811–1888) in Höhe von fünf Millionen Francs angetreten hatte, die sie für den Bau und Ausbau des Schlosses aufwandte. Auf Friedrichshof verbrachte sie den größten Teil des Jahres, den Rest der Zeit unternahm sie Reisen. Ihre politischen Ansichten blieben liberal, was das angespannte Verhältnis zu Wilhelm fortbestehen ließ.

„Die Kaiserin Friedrich ist eine fortgesetzte Peinlichkeit für Kaiser Wilhelm, weil sie sich zu seinem Bedauern weigert, im Ausland zu leben, sondern offensichtlich dabei ist, einen eigenen Hof um sich herum zu errichten.“

hielt Heinrich VII. Reuß, der deutsche Botschafter in Österreich, fest.
Anders als die drei ältesten Kinder hielten die drei jüngeren Töchter Viktoria, Sophie und Margarete zu ihrer Mutter. Von ihnen war Sophie die Erste, die heiratete. Sie wurde im Oktober 1889 Ehefrau des griechischen Thronfolgers Konstantin. Prinzessin Viktoria, deren geplante Ehe mit Alexander von Battenberg am Widerstand von Bismarck gescheitert war, heiratete schließlich im Jahr 1890 Prinz Adolf zu Schaumburg-Lippe. Im selben Jahr starb Kaiserin Friedrichs Schwiegermutter, Kaiserin Augusta. Ihr nicht unbeträchtliches Vermögen ging zu einem großen Teil an Kaiser Wilhelm II. und dessen Bruder Heinrich. Kaiserin Friedrich und ihre Töchter wurden dagegen durch ihr Testament nicht begünstigt. Kaiserin Augusta hatte bis zu ihrem Lebensende die Rolle der Präsidentin der Roten-Kreuz-Gesellschaft und des Vaterländischen Frauenvereins innegehabt, und Kaiserin Friedrich hatte gehofft, dass sie ihrer Schwiegermutter in diesen Ämtern nachfolgen könne – schließlich hatte sie sich aktiv in sozialen Fragen und der Gesundheitsfürsorge engagiert. Die Ämter gingen zu ihrer Verbitterung an ihre Schwiegertochter über. 1893 verließ sie auch ihre jüngste Tochter Margarete, um Friedrich Karl von Hessen zu heiraten. Kaiserin Friedrich fühlte sich mittlerweile alt und klagte, dass sie so vollständig vom öffentlichen Leben abgeschnitten sei, dass sie sich wie begraben fühlte. Auf ihre heftige Ablehnung stieß die Politik, die ihr Sohn verfolgte. Als er ins Goldene Buch der Stadt München den Merksatz Suprema lex regis voluntas – des Königs Wille ist höchstes Gesetz eintrug, schrieb sie in einem Brief an ihre Mutter

„Der Zar, ein unfehlbarer Papst, die Bourbonen und unser armer Karl I. könnten so einen Satz von sich gegeben haben, aber ein konstitutioneller Monarch im 19. Jahrhundert!!! […] Mein Gott, zu denken, dass Fritzens Sohn und des lieben Papa Enkel eine solche Richtung einschlägt und die Grundsätze falsch versteht, mit denen allein es möglich ist, heutzutage zu regieren.“

Nach wie vor widmete sie sich der Malerei. Sie hielt Kontakt mit der Kronberger Malerkolonie und tauschte sich besonders mit Norbert Schrödl regelmäßig aus. Feste Bestandteile ihres Tagesablaufs auf Schloss Friedrichshof waren daneben der morgendliche Ausritt, Lesen in der Bibliothek und Erledigen der Korrespondenz – nach wie vor schrieb sie regelmäßig ihrer Mutter.
Ihr Leibarzt war der Sanitätsrat Friedrich Spielhagen (1864–1931), der sie auch auf Auslandsreisen begleitete.
Gegen Ende des Jahres 1898 stellte man bei ihr Brustkrebs fest, der sie in den kommenden Jahren zunehmend ans Bett fesselte. Im Mai 1899 eröffnete ihr der Spezialist Rudolf Renvers, dass ihr Leiden unheilbar war. In dieser Zeit verbesserte sich das Verhältnis zu ihrem ältesten Sohn Wilhelm. In ihren letzten Lebensmonaten litt Victoria unter schweren Schmerzen, sodass es ihr nicht mehr möglich war, im Januar 1901 wie Wilhelm an das Sterbebett ihrer Mutter Königin Victoria nach England zu reisen. Kaiserin Friedrich starb im August 1901 auf Schloss Friedrichshof – nur wenige Monate nach ihrer Mutter. Wilhelm II. hatte die letzten Stunden an ihrem Sterbebett gewacht. Ihre Kinder und ihr Bruder König Eduard VII. begleiteten den Sarg mit der Eisenbahn von Kronberg nach Potsdam. Sie wurde neben ihrem Gemahl und ihren beiden Söhnen Waldemar und Sigismund im Mausoleum der Friedenskirche im Park von Sanssouci beigesetzt.
Schloss Friedrichshof und dessen Kunstsammlung vererbte sie ihrer Tochter Margarete, wodurch es in den Besitz des Hauses Hessen überging und heute zum Vermögen der Hessischen Hausstiftung gehört, die hier ihren Verwaltungssitz hat. Das Haus selbst wird als Fünf-Sterne-Hotel geführt.

## Verfilmungen und Darstellungen in der Literatur
Als Filmfigur erschien Victoria in zahlreichen Film- und Fernsehproduktionen seit ihrem Tod. Das wahrscheinlich bemerkenswerteste Porträt findet sich in der britischen ITV-Serie Edward the Seventh (1975) mit Felicity Kendal als Vicky. Dort findet u. a. das enge starke Verhältnis zum deutschen Vater Albert Ausdruck, aber auch ihr tragisches Schicksal in Preußen sowie ihre letzten Lebensmonate; in der britischen Fernsehserie Victoria (2017–2019, ebenfalls ITV) über ihre Mutter spielt ihre Kindheit eine gewisse Rolle.
Weitere Porträts gibt es mit Gemma Jones in der BBC-Serie Fall of Eagles (1974) sowie in Deutschland mit Ruth Hellberg im Film Bismarck (1940) und im Fernseh-Dreiteiler Bismarck (1990) des Bayerischen Rundfunks von Tom Toelle.

## Nachwirkungen
Schon 1883 wurde in Flensburg eine Straße nach ihr benannt, die Viktoriastraße am Rand der Innenstadt. Eine weitere nach ihr benannte Straße ist die Viktoriastraße in Düren.

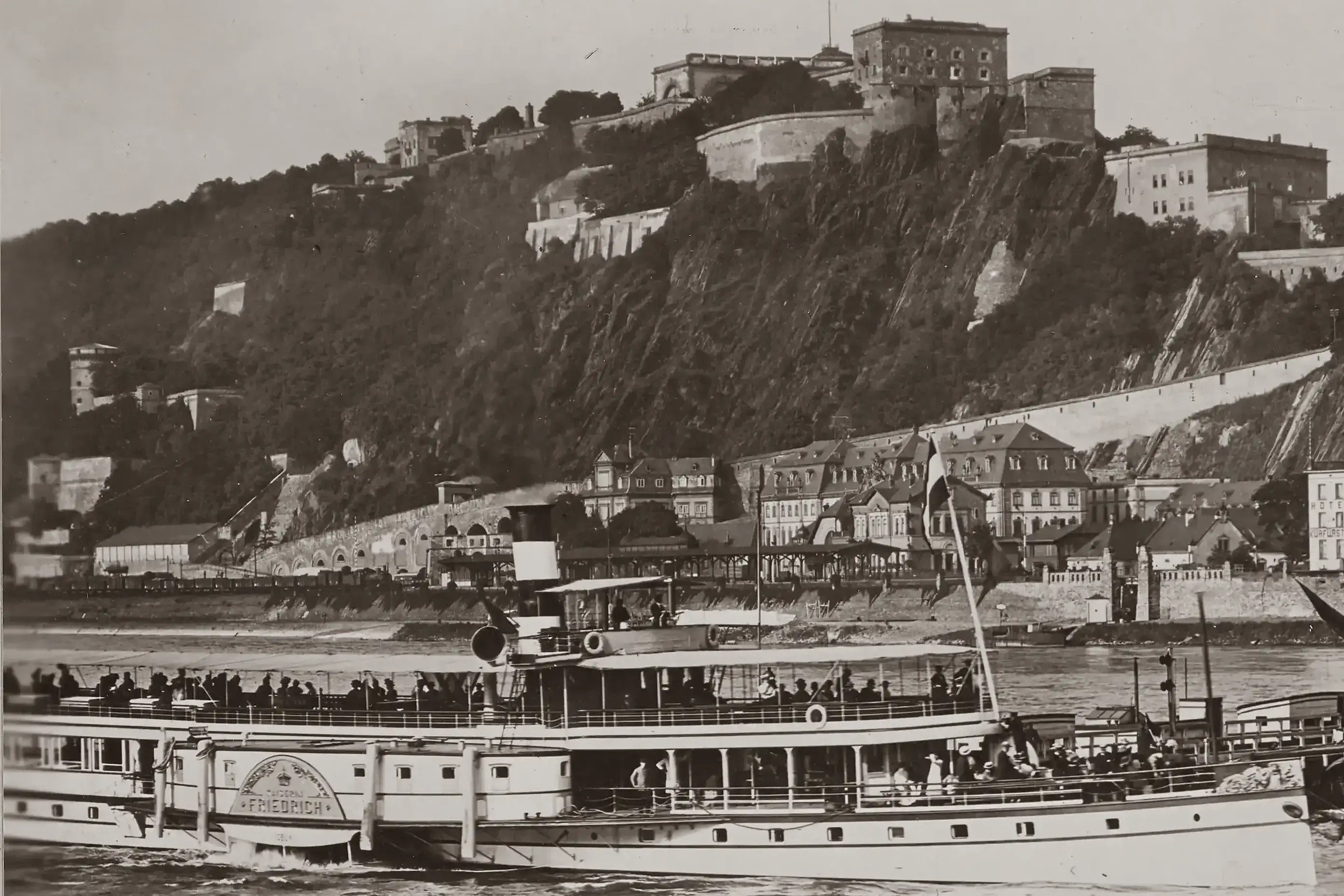
Auch ein 1897 in Dienst gestelltes Rheinschiff trug den Namen „Kaiserin Friedrich“. Hier eine Aufnahme zur Zeit der amerikanischen Besatzung, in Koblenz um 1919

1888 wurde der Grundstein für das Kaiser- und Kaiserin-Friedrich-Kinderkrankenhaus in der Reinickendorfer Straße in Berlin-Wedding gelegt, das bis heute als Gebäudekomplex besteht.
1903 wurde die Kaiserin-Friedrich-Stiftung für ärztliche Fortbildung gegründet, die 1904 das Kaiserin-Friedrich-Haus für ärztliche Fortbildung an der Charité in Berlin in Auftrag gab und 2 Jahre später durch Kaiser Wilhelm II. einweihen lassen konnte.
Victoria von Sachsen-Coburg und Gotha ist Namensgeberin des Kaiserin-Friedrich-Gymnasiums (KFG) in Bad Homburg vor der Höhe.
Der Stadtpark in Kronberg im Taunus trägt heute den Namen Viktoria-Park, nach ihr wurde auch die Viktoria-Schule (Grundschule im Kronberger Stadtteil Schönberg) sowie das Kaiserin-Friedrich-Krankenhaus (heute Seniorenwohnanlage des DRK Kaiserin-Friedrich-Haus) in Kronberg benannt. Zwei weitere Schulen, die ihren Namen tragen, sind die Viktoriaschule in Aachen und die Viktoriaschule in Danzig (Gdańsk), deren Name als Ort des Gedenkens für die Inhaftierung tausender Polen in Erinnerung geblieben ist.

## Nachkommen

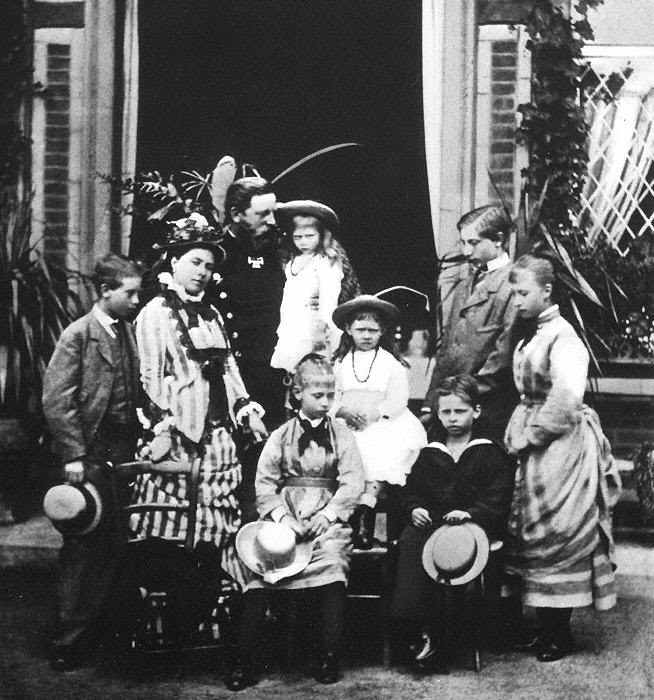
Das Kronprinzenpaar mit seinen Kindern im Jahr 1875

Victoria von Sachsen-Coburg und Gotha hatte gemeinsam mit ihrem Mann acht Kinder:
- Wilhelm (1859–1941) – der spätere Deutsche Kaiser und König von Preußen – verheiratet mit Auguste Viktoria von Schleswig-Holstein-Sonderburg-Augustenburg, nach deren Tod verheiratet mit Hermine von Schoenaich-Carolath, geb. Prinzessin Reuß ältere Linie
- Charlotte (1860–1919) – verheiratet mit Herzog Bernhard III. von Sachsen-Meiningen
- Heinrich (1862–1929) – verheiratet mit Irene von Hessen und bei Rhein
- Sigismund (1864–1866)
- Viktoria (1866–1929) – verheiratet mit Prinz Adolf zu Schaumburg-Lippe und in zweiter Ehe mit Alexander Zoubkoff
- Waldemar (1868–1879)
- Sophie (1870–1932) – die spätere Königin von Griechenland durch Heirat mit König Konstantin I.
- Margarethe (1872–1954) – verheiratet mit Friedrich Karl von Hessen

## Vorfahren
|  |                                                       |  |  |  |  |  |  |  |  |  |  |  |  |  |  |  |
|  | Franz von Sachsen-Coburg-Saalfeld (1750–1806)         |  |  |  |  |  |  |  |  |  |  |  |  |  |  |  |
|  |                                                       |  |  |  |  |  |  |  |  |  |  |  |  |  |  |  |
|  |                                                       |  |  |  |  |  |  |  |  |  |  |  |  |  |  |  |
|  | Ernst I. von Sachsen-Coburg und Gotha (1784–1844)     |  |  |  |  |  |  |  |  |  |  |  |  |  |  |  |
|  |                                                       |  |  |  |  |  |  |  |  |  |  |  |  |  |  |  |
|  |                                                       |  |  |  |  |  |  |  |  |  |  |  |  |  |  |  |
|  | Auguste Reuß zu Ebersdorf (1757–1831)                 |  |  |  |  |  |  |  |  |  |  |  |  |  |  |  |
|  |                                                       |  |  |  |  |  |  |  |  |  |  |  |  |  |  |  |
|  |                                                       |  |  |  |  |  |  |  |  |  |  |  |  |  |  |  |
|  | Albert von Sachsen-Coburg und Gotha (1819–1861)       |  |  |  |  |  |  |  |  |  |  |  |  |  |  |  |
|  |                                                       |  |  |  |  |  |  |  |  |  |  |  |  |  |  |  |
|  |                                                       |  |  |  |  |  |  |  |  |  |  |  |  |  |  |  |
|  | August von Sachsen-Gotha-Altenburg (1772–1822)        |  |  |  |  |  |  |  |  |  |  |  |  |  |  |  |
|  |                                                       |  |  |  |  |  |  |  |  |  |  |  |  |  |  |  |
|  |                                                       |  |  |  |  |  |  |  |  |  |  |  |  |  |  |  |
|  | Luise von Sachsen-Gotha-Altenburg (1800–1831)         |  |  |  |  |  |  |  |  |  |  |  |  |  |  |  |
|  |                                                       |  |  |  |  |  |  |  |  |  |  |  |  |  |  |  |
|  |                                                       |  |  |  |  |  |  |  |  |  |  |  |  |  |  |  |
|  | Luise Charlotte zu Mecklenburg (1779–1801)            |  |  |  |  |  |  |  |  |  |  |  |  |  |  |  |
|  |                                                       |  |  |  |  |  |  |  |  |  |  |  |  |  |  |  |
|  |                                                       |  |  |  |  |  |  |  |  |  |  |  |  |  |  |  |
|  | Victoria von Großbritannien und Irland (1840–1901)    |  |  |  |  |  |  |  |  |  |  |  |  |  |  |  |
|  |                                                       |  |  |  |  |  |  |  |  |  |  |  |  |  |  |  |
|  |                                                       |  |  |  |  |  |  |  |  |  |  |  |  |  |  |  |
|  | Georg III. von Großbritannien und Irland (1738–1820)  |  |  |  |  |  |  |  |  |  |  |  |  |  |  |  |
|  |                                                       |  |  |  |  |  |  |  |  |  |  |  |  |  |  |  |
|  |                                                       |  |  |  |  |  |  |  |  |  |  |  |  |  |  |  |
|  | Edward Augustus of Kent and Strathearn (1767–1820)    |  |  |  |  |  |  |  |  |  |  |  |  |  |  |  |
|  |                                                       |  |  |  |  |  |  |  |  |  |  |  |  |  |  |  |
|  |                                                       |  |  |  |  |  |  |  |  |  |  |  |  |  |  |  |
|  | Sophie Charlotte von Mecklenburg-Strelitz (1744–1818) |  |  |  |  |  |  |  |  |  |  |  |  |  |  |  |
|  |                                                       |  |  |  |  |  |  |  |  |  |  |  |  |  |  |  |
|  |                                                       |  |  |  |  |  |  |  |  |  |  |  |  |  |  |  |
|  | Victoria von Großbritannien und Irland (1819–1901)    |  |  |  |  |  |  |  |  |  |  |  |  |  |  |  |
|  |                                                       |  |  |  |  |  |  |  |  |  |  |  |  |  |  |  |
|  |                                                       |  |  |  |  |  |  |  |  |  |  |  |  |  |  |  |
|  | Franz von Sachsen-Coburg-Saalfeld (1750–1806)         |  |  |  |  |  |  |  |  |  |  |  |  |  |  |  |
|  |                                                       |  |  |  |  |  |  |  |  |  |  |  |  |  |  |  |
|  |                                                       |  |  |  |  |  |  |  |  |  |  |  |  |  |  |  |
|  | Victoire von Sachsen-Coburg-Saalfeld (1786–1861)      |  |  |  |  |  |  |  |  |  |  |  |  |  |  |  |
|  |                                                       |  |  |  |  |  |  |  |  |  |  |  |  |  |  |  |
|  |                                                       |  |  |  |  |  |  |  |  |  |  |  |  |  |  |  |
|  | Auguste Reuß zu Ebersdorf (1757–1831)                 |  |  |  |  |  |  |  |  |  |  |  |  |  |  |  |
|  |                                                       |  |  |  |  |  |  |  |  |  |  |  |  |  |  |  |
|  |                                                       |  |  |  |  |  |  |  |  |  |  |  |  |  |  |  |

## Titel
- Her Royal Highness The Princess Victoria (1840–1841)
- Her Royal Highness The Princess Royal (1841–1858)[117][118][119]
- Ihre Königliche Hoheit Prinzessin Victoria von Preußen (1858–1861)
- Ihre Königliche Hoheit Kronprinzessin Victoria von Preußen (1861–1871)
- Ihre Kaiserliche und Königliche Hoheit Kronprinzessin Victoria des Deutschen Reiches und von Preußen (1871–1888)
- Ihre Majestät Kaiserin Victoria, Deutsche Kaiserin und Königin von Preußen (ab 1888)